# Байтая тема
Те́ма Байтая — тема в шаховій композиції кооперативного жанру. Суть теми — чорні зв'язують свою фігуру, наступним ходом білі розв'язують її, але одночасно зв'язують свою, після цього розв'язана чорна фігура розв'язує щойно зв'язану білу і наступним ходом ця біла фігура оголошує мат.

## Історія
Цю ідею запропонував угорський шаховий композитор Байтай Йожеф (12.11.1902 — 6.04.1988). Одна з перших розробок задач з таким задумом датована 1931 роком.
Ідея стала більш відомою після тематичного турніру угорського журналу «Magyar Sakkvilag» 1934—1936 років.
У 2022 році проводився тематичний меморіальний конкурс «MТ József BAJTAY – 120»
Для досягнення мети чорні зв'язують свою фігуру A, а білі наступним ходом розв'язують цю чорну фігуру A, але при цьому біла фігура B зв'язується . Розв'язана чорна фігура A наступним ходом розв'язує білу фігуру B і та оголошує мат чорному королю. Ідея дістала назву — тема Байтая.
|   | a | b | c | d | e | f | g | h |   |
| 8 | c8 чорний слон · c7 чорний король · b6 чорний слон · a5 білий кінь · b5 чорний пішак · f5 білий пішак · b4 чорна тура · d4 чорний кінь · f4 чорний пішак · a3 чорний пішак · b3 чорна тура · d3 білий слон · g3 білий слон · h3 білий король · b2 чорний пішак · c2 білий пішак · e2 чорний ферзь · c1 біла тура · d1 біла тура | c8 чорний слон · c7 чорний король · b6 чорний слон · a5 білий кінь · b5 чорний пішак · f5 білий пішак · b4 чорна тура · d4 чорний кінь · f4 чорний пішак · a3 чорний пішак · b3 чорна тура · d3 білий слон · g3 білий слон · h3 білий король · b2 чорний пішак · c2 білий пішак · e2 чорний ферзь · c1 біла тура · d1 біла тура | c8 чорний слон · c7 чорний король · b6 чорний слон · a5 білий кінь · b5 чорний пішак · f5 білий пішак · b4 чорна тура · d4 чорний кінь · f4 чорний пішак · a3 чорний пішак · b3 чорна тура · d3 білий слон · g3 білий слон · h3 білий король · b2 чорний пішак · c2 білий пішак · e2 чорний ферзь · c1 біла тура · d1 біла тура | c8 чорний слон · c7 чорний король · b6 чорний слон · a5 білий кінь · b5 чорний пішак · f5 білий пішак · b4 чорна тура · d4 чорний кінь · f4 чорний пішак · a3 чорний пішак · b3 чорна тура · d3 білий слон · g3 білий слон · h3 білий король · b2 чорний пішак · c2 білий пішак · e2 чорний ферзь · c1 біла тура · d1 біла тура | c8 чорний слон · c7 чорний король · b6 чорний слон · a5 білий кінь · b5 чорний пішак · f5 білий пішак · b4 чорна тура · d4 чорний кінь · f4 чорний пішак · a3 чорний пішак · b3 чорна тура · d3 білий слон · g3 білий слон · h3 білий король · b2 чорний пішак · c2 білий пішак · e2 чорний ферзь · c1 біла тура · d1 біла тура | c8 чорний слон · c7 чорний король · b6 чорний слон · a5 білий кінь · b5 чорний пішак · f5 білий пішак · b4 чорна тура · d4 чорний кінь · f4 чорний пішак · a3 чорний пішак · b3 чорна тура · d3 білий слон · g3 білий слон · h3 білий король · b2 чорний пішак · c2 білий пішак · e2 чорний ферзь · c1 біла тура · d1 біла тура | c8 чорний слон · c7 чорний король · b6 чорний слон · a5 білий кінь · b5 чорний пішак · f5 білий пішак · b4 чорна тура · d4 чорний кінь · f4 чорний пішак · a3 чорний пішак · b3 чорна тура · d3 білий слон · g3 білий слон · h3 білий король · b2 чорний пішак · c2 білий пішак · e2 чорний ферзь · c1 біла тура · d1 біла тура | c8 чорний слон · c7 чорний король · b6 чорний слон · a5 білий кінь · b5 чорний пішак · f5 білий пішак · b4 чорна тура · d4 чорний кінь · f4 чорний пішак · a3 чорний пішак · b3 чорна тура · d3 білий слон · g3 білий слон · h3 білий король · b2 чорний пішак · c2 білий пішак · e2 чорний ферзь · c1 біла тура · d1 біла тура | 8 |
| 7 | c8 чорний слон · c7 чорний король · b6 чорний слон · a5 білий кінь · b5 чорний пішак · f5 білий пішак · b4 чорна тура · d4 чорний кінь · f4 чорний пішак · a3 чорний пішак · b3 чорна тура · d3 білий слон · g3 білий слон · h3 білий король · b2 чорний пішак · c2 білий пішак · e2 чорний ферзь · c1 біла тура · d1 біла тура | c8 чорний слон · c7 чорний король · b6 чорний слон · a5 білий кінь · b5 чорний пішак · f5 білий пішак · b4 чорна тура · d4 чорний кінь · f4 чорний пішак · a3 чорний пішак · b3 чорна тура · d3 білий слон · g3 білий слон · h3 білий король · b2 чорний пішак · c2 білий пішак · e2 чорний ферзь · c1 біла тура · d1 біла тура | c8 чорний слон · c7 чорний король · b6 чорний слон · a5 білий кінь · b5 чорний пішак · f5 білий пішак · b4 чорна тура · d4 чорний кінь · f4 чорний пішак · a3 чорний пішак · b3 чорна тура · d3 білий слон · g3 білий слон · h3 білий король · b2 чорний пішак · c2 білий пішак · e2 чорний ферзь · c1 біла тура · d1 біла тура | c8 чорний слон · c7 чорний король · b6 чорний слон · a5 білий кінь · b5 чорний пішак · f5 білий пішак · b4 чорна тура · d4 чорний кінь · f4 чорний пішак · a3 чорний пішак · b3 чорна тура · d3 білий слон · g3 білий слон · h3 білий король · b2 чорний пішак · c2 білий пішак · e2 чорний ферзь · c1 біла тура · d1 біла тура | c8 чорний слон · c7 чорний король · b6 чорний слон · a5 білий кінь · b5 чорний пішак · f5 білий пішак · b4 чорна тура · d4 чорний кінь · f4 чорний пішак · a3 чорний пішак · b3 чорна тура · d3 білий слон · g3 білий слон · h3 білий король · b2 чорний пішак · c2 білий пішак · e2 чорний ферзь · c1 біла тура · d1 біла тура | c8 чорний слон · c7 чорний король · b6 чорний слон · a5 білий кінь · b5 чорний пішак · f5 білий пішак · b4 чорна тура · d4 чорний кінь · f4 чорний пішак · a3 чорний пішак · b3 чорна тура · d3 білий слон · g3 білий слон · h3 білий король · b2 чорний пішак · c2 білий пішак · e2 чорний ферзь · c1 біла тура · d1 біла тура | c8 чорний слон · c7 чорний король · b6 чорний слон · a5 білий кінь · b5 чорний пішак · f5 білий пішак · b4 чорна тура · d4 чорний кінь · f4 чорний пішак · a3 чорний пішак · b3 чорна тура · d3 білий слон · g3 білий слон · h3 білий король · b2 чорний пішак · c2 білий пішак · e2 чорний ферзь · c1 біла тура · d1 біла тура | c8 чорний слон · c7 чорний король · b6 чорний слон · a5 білий кінь · b5 чорний пішак · f5 білий пішак · b4 чорна тура · d4 чорний кінь · f4 чорний пішак · a3 чорний пішак · b3 чорна тура · d3 білий слон · g3 білий слон · h3 білий король · b2 чорний пішак · c2 білий пішак · e2 чорний ферзь · c1 біла тура · d1 біла тура | 7 |
| 6 | c8 чорний слон · c7 чорний король · b6 чорний слон · a5 білий кінь · b5 чорний пішак · f5 білий пішак · b4 чорна тура · d4 чорний кінь · f4 чорний пішак · a3 чорний пішак · b3 чорна тура · d3 білий слон · g3 білий слон · h3 білий король · b2 чорний пішак · c2 білий пішак · e2 чорний ферзь · c1 біла тура · d1 біла тура | c8 чорний слон · c7 чорний король · b6 чорний слон · a5 білий кінь · b5 чорний пішак · f5 білий пішак · b4 чорна тура · d4 чорний кінь · f4 чорний пішак · a3 чорний пішак · b3 чорна тура · d3 білий слон · g3 білий слон · h3 білий король · b2 чорний пішак · c2 білий пішак · e2 чорний ферзь · c1 біла тура · d1 біла тура | c8 чорний слон · c7 чорний король · b6 чорний слон · a5 білий кінь · b5 чорний пішак · f5 білий пішак · b4 чорна тура · d4 чорний кінь · f4 чорний пішак · a3 чорний пішак · b3 чорна тура · d3 білий слон · g3 білий слон · h3 білий король · b2 чорний пішак · c2 білий пішак · e2 чорний ферзь · c1 біла тура · d1 біла тура | c8 чорний слон · c7 чорний король · b6 чорний слон · a5 білий кінь · b5 чорний пішак · f5 білий пішак · b4 чорна тура · d4 чорний кінь · f4 чорний пішак · a3 чорний пішак · b3 чорна тура · d3 білий слон · g3 білий слон · h3 білий король · b2 чорний пішак · c2 білий пішак · e2 чорний ферзь · c1 біла тура · d1 біла тура | c8 чорний слон · c7 чорний король · b6 чорний слон · a5 білий кінь · b5 чорний пішак · f5 білий пішак · b4 чорна тура · d4 чорний кінь · f4 чорний пішак · a3 чорний пішак · b3 чорна тура · d3 білий слон · g3 білий слон · h3 білий король · b2 чорний пішак · c2 білий пішак · e2 чорний ферзь · c1 біла тура · d1 біла тура | c8 чорний слон · c7 чорний король · b6 чорний слон · a5 білий кінь · b5 чорний пішак · f5 білий пішак · b4 чорна тура · d4 чорний кінь · f4 чорний пішак · a3 чорний пішак · b3 чорна тура · d3 білий слон · g3 білий слон · h3 білий король · b2 чорний пішак · c2 білий пішак · e2 чорний ферзь · c1 біла тура · d1 біла тура | c8 чорний слон · c7 чорний король · b6 чорний слон · a5 білий кінь · b5 чорний пішак · f5 білий пішак · b4 чорна тура · d4 чорний кінь · f4 чорний пішак · a3 чорний пішак · b3 чорна тура · d3 білий слон · g3 білий слон · h3 білий король · b2 чорний пішак · c2 білий пішак · e2 чорний ферзь · c1 біла тура · d1 біла тура | c8 чорний слон · c7 чорний король · b6 чорний слон · a5 білий кінь · b5 чорний пішак · f5 білий пішак · b4 чорна тура · d4 чорний кінь · f4 чорний пішак · a3 чорний пішак · b3 чорна тура · d3 білий слон · g3 білий слон · h3 білий король · b2 чорний пішак · c2 білий пішак · e2 чорний ферзь · c1 біла тура · d1 біла тура | 6 |
| 5 | c8 чорний слон · c7 чорний король · b6 чорний слон · a5 білий кінь · b5 чорний пішак · f5 білий пішак · b4 чорна тура · d4 чорний кінь · f4 чорний пішак · a3 чорний пішак · b3 чорна тура · d3 білий слон · g3 білий слон · h3 білий король · b2 чорний пішак · c2 білий пішак · e2 чорний ферзь · c1 біла тура · d1 біла тура | c8 чорний слон · c7 чорний король · b6 чорний слон · a5 білий кінь · b5 чорний пішак · f5 білий пішак · b4 чорна тура · d4 чорний кінь · f4 чорний пішак · a3 чорний пішак · b3 чорна тура · d3 білий слон · g3 білий слон · h3 білий король · b2 чорний пішак · c2 білий пішак · e2 чорний ферзь · c1 біла тура · d1 біла тура | c8 чорний слон · c7 чорний король · b6 чорний слон · a5 білий кінь · b5 чорний пішак · f5 білий пішак · b4 чорна тура · d4 чорний кінь · f4 чорний пішак · a3 чорний пішак · b3 чорна тура · d3 білий слон · g3 білий слон · h3 білий король · b2 чорний пішак · c2 білий пішак · e2 чорний ферзь · c1 біла тура · d1 біла тура | c8 чорний слон · c7 чорний король · b6 чорний слон · a5 білий кінь · b5 чорний пішак · f5 білий пішак · b4 чорна тура · d4 чорний кінь · f4 чорний пішак · a3 чорний пішак · b3 чорна тура · d3 білий слон · g3 білий слон · h3 білий король · b2 чорний пішак · c2 білий пішак · e2 чорний ферзь · c1 біла тура · d1 біла тура | c8 чорний слон · c7 чорний король · b6 чорний слон · a5 білий кінь · b5 чорний пішак · f5 білий пішак · b4 чорна тура · d4 чорний кінь · f4 чорний пішак · a3 чорний пішак · b3 чорна тура · d3 білий слон · g3 білий слон · h3 білий король · b2 чорний пішак · c2 білий пішак · e2 чорний ферзь · c1 біла тура · d1 біла тура | c8 чорний слон · c7 чорний король · b6 чорний слон · a5 білий кінь · b5 чорний пішак · f5 білий пішак · b4 чорна тура · d4 чорний кінь · f4 чорний пішак · a3 чорний пішак · b3 чорна тура · d3 білий слон · g3 білий слон · h3 білий король · b2 чорний пішак · c2 білий пішак · e2 чорний ферзь · c1 біла тура · d1 біла тура | c8 чорний слон · c7 чорний король · b6 чорний слон · a5 білий кінь · b5 чорний пішак · f5 білий пішак · b4 чорна тура · d4 чорний кінь · f4 чорний пішак · a3 чорний пішак · b3 чорна тура · d3 білий слон · g3 білий слон · h3 білий король · b2 чорний пішак · c2 білий пішак · e2 чорний ферзь · c1 біла тура · d1 біла тура | c8 чорний слон · c7 чорний король · b6 чорний слон · a5 білий кінь · b5 чорний пішак · f5 білий пішак · b4 чорна тура · d4 чорний кінь · f4 чорний пішак · a3 чорний пішак · b3 чорна тура · d3 білий слон · g3 білий слон · h3 білий король · b2 чорний пішак · c2 білий пішак · e2 чорний ферзь · c1 біла тура · d1 біла тура | 5 |
| 4 | c8 чорний слон · c7 чорний король · b6 чорний слон · a5 білий кінь · b5 чорний пішак · f5 білий пішак · b4 чорна тура · d4 чорний кінь · f4 чорний пішак · a3 чорний пішак · b3 чорна тура · d3 білий слон · g3 білий слон · h3 білий король · b2 чорний пішак · c2 білий пішак · e2 чорний ферзь · c1 біла тура · d1 біла тура | c8 чорний слон · c7 чорний король · b6 чорний слон · a5 білий кінь · b5 чорний пішак · f5 білий пішак · b4 чорна тура · d4 чорний кінь · f4 чорний пішак · a3 чорний пішак · b3 чорна тура · d3 білий слон · g3 білий слон · h3 білий король · b2 чорний пішак · c2 білий пішак · e2 чорний ферзь · c1 біла тура · d1 біла тура | c8 чорний слон · c7 чорний король · b6 чорний слон · a5 білий кінь · b5 чорний пішак · f5 білий пішак · b4 чорна тура · d4 чорний кінь · f4 чорний пішак · a3 чорний пішак · b3 чорна тура · d3 білий слон · g3 білий слон · h3 білий король · b2 чорний пішак · c2 білий пішак · e2 чорний ферзь · c1 біла тура · d1 біла тура | c8 чорний слон · c7 чорний король · b6 чорний слон · a5 білий кінь · b5 чорний пішак · f5 білий пішак · b4 чорна тура · d4 чорний кінь · f4 чорний пішак · a3 чорний пішак · b3 чорна тура · d3 білий слон · g3 білий слон · h3 білий король · b2 чорний пішак · c2 білий пішак · e2 чорний ферзь · c1 біла тура · d1 біла тура | c8 чорний слон · c7 чорний король · b6 чорний слон · a5 білий кінь · b5 чорний пішак · f5 білий пішак · b4 чорна тура · d4 чорний кінь · f4 чорний пішак · a3 чорний пішак · b3 чорна тура · d3 білий слон · g3 білий слон · h3 білий король · b2 чорний пішак · c2 білий пішак · e2 чорний ферзь · c1 біла тура · d1 біла тура | c8 чорний слон · c7 чорний король · b6 чорний слон · a5 білий кінь · b5 чорний пішак · f5 білий пішак · b4 чорна тура · d4 чорний кінь · f4 чорний пішак · a3 чорний пішак · b3 чорна тура · d3 білий слон · g3 білий слон · h3 білий король · b2 чорний пішак · c2 білий пішак · e2 чорний ферзь · c1 біла тура · d1 біла тура | c8 чорний слон · c7 чорний король · b6 чорний слон · a5 білий кінь · b5 чорний пішак · f5 білий пішак · b4 чорна тура · d4 чорний кінь · f4 чорний пішак · a3 чорний пішак · b3 чорна тура · d3 білий слон · g3 білий слон · h3 білий король · b2 чорний пішак · c2 білий пішак · e2 чорний ферзь · c1 біла тура · d1 біла тура | c8 чорний слон · c7 чорний король · b6 чорний слон · a5 білий кінь · b5 чорний пішак · f5 білий пішак · b4 чорна тура · d4 чорний кінь · f4 чорний пішак · a3 чорний пішак · b3 чорна тура · d3 білий слон · g3 білий слон · h3 білий король · b2 чорний пішак · c2 білий пішак · e2 чорний ферзь · c1 біла тура · d1 біла тура | 4 |
| 3 | c8 чорний слон · c7 чорний король · b6 чорний слон · a5 білий кінь · b5 чорний пішак · f5 білий пішак · b4 чорна тура · d4 чорний кінь · f4 чорний пішак · a3 чорний пішак · b3 чорна тура · d3 білий слон · g3 білий слон · h3 білий король · b2 чорний пішак · c2 білий пішак · e2 чорний ферзь · c1 біла тура · d1 біла тура | c8 чорний слон · c7 чорний король · b6 чорний слон · a5 білий кінь · b5 чорний пішак · f5 білий пішак · b4 чорна тура · d4 чорний кінь · f4 чорний пішак · a3 чорний пішак · b3 чорна тура · d3 білий слон · g3 білий слон · h3 білий король · b2 чорний пішак · c2 білий пішак · e2 чорний ферзь · c1 біла тура · d1 біла тура | c8 чорний слон · c7 чорний король · b6 чорний слон · a5 білий кінь · b5 чорний пішак · f5 білий пішак · b4 чорна тура · d4 чорний кінь · f4 чорний пішак · a3 чорний пішак · b3 чорна тура · d3 білий слон · g3 білий слон · h3 білий король · b2 чорний пішак · c2 білий пішак · e2 чорний ферзь · c1 біла тура · d1 біла тура | c8 чорний слон · c7 чорний король · b6 чорний слон · a5 білий кінь · b5 чорний пішак · f5 білий пішак · b4 чорна тура · d4 чорний кінь · f4 чорний пішак · a3 чорний пішак · b3 чорна тура · d3 білий слон · g3 білий слон · h3 білий король · b2 чорний пішак · c2 білий пішак · e2 чорний ферзь · c1 біла тура · d1 біла тура | c8 чорний слон · c7 чорний король · b6 чорний слон · a5 білий кінь · b5 чорний пішак · f5 білий пішак · b4 чорна тура · d4 чорний кінь · f4 чорний пішак · a3 чорний пішак · b3 чорна тура · d3 білий слон · g3 білий слон · h3 білий король · b2 чорний пішак · c2 білий пішак · e2 чорний ферзь · c1 біла тура · d1 біла тура | c8 чорний слон · c7 чорний король · b6 чорний слон · a5 білий кінь · b5 чорний пішак · f5 білий пішак · b4 чорна тура · d4 чорний кінь · f4 чорний пішак · a3 чорний пішак · b3 чорна тура · d3 білий слон · g3 білий слон · h3 білий король · b2 чорний пішак · c2 білий пішак · e2 чорний ферзь · c1 біла тура · d1 біла тура | c8 чорний слон · c7 чорний король · b6 чорний слон · a5 білий кінь · b5 чорний пішак · f5 білий пішак · b4 чорна тура · d4 чорний кінь · f4 чорний пішак · a3 чорний пішак · b3 чорна тура · d3 білий слон · g3 білий слон · h3 білий король · b2 чорний пішак · c2 білий пішак · e2 чорний ферзь · c1 біла тура · d1 біла тура | c8 чорний слон · c7 чорний король · b6 чорний слон · a5 білий кінь · b5 чорний пішак · f5 білий пішак · b4 чорна тура · d4 чорний кінь · f4 чорний пішак · a3 чорний пішак · b3 чорна тура · d3 білий слон · g3 білий слон · h3 білий король · b2 чорний пішак · c2 білий пішак · e2 чорний ферзь · c1 біла тура · d1 біла тура | 3 |
| 2 | c8 чорний слон · c7 чорний король · b6 чорний слон · a5 білий кінь · b5 чорний пішак · f5 білий пішак · b4 чорна тура · d4 чорний кінь · f4 чорний пішак · a3 чорний пішак · b3 чорна тура · d3 білий слон · g3 білий слон · h3 білий король · b2 чорний пішак · c2 білий пішак · e2 чорний ферзь · c1 біла тура · d1 біла тура | c8 чорний слон · c7 чорний король · b6 чорний слон · a5 білий кінь · b5 чорний пішак · f5 білий пішак · b4 чорна тура · d4 чорний кінь · f4 чорний пішак · a3 чорний пішак · b3 чорна тура · d3 білий слон · g3 білий слон · h3 білий король · b2 чорний пішак · c2 білий пішак · e2 чорний ферзь · c1 біла тура · d1 біла тура | c8 чорний слон · c7 чорний король · b6 чорний слон · a5 білий кінь · b5 чорний пішак · f5 білий пішак · b4 чорна тура · d4 чорний кінь · f4 чорний пішак · a3 чорний пішак · b3 чорна тура · d3 білий слон · g3 білий слон · h3 білий король · b2 чорний пішак · c2 білий пішак · e2 чорний ферзь · c1 біла тура · d1 біла тура | c8 чорний слон · c7 чорний король · b6 чорний слон · a5 білий кінь · b5 чорний пішак · f5 білий пішак · b4 чорна тура · d4 чорний кінь · f4 чорний пішак · a3 чорний пішак · b3 чорна тура · d3 білий слон · g3 білий слон · h3 білий король · b2 чорний пішак · c2 білий пішак · e2 чорний ферзь · c1 біла тура · d1 біла тура | c8 чорний слон · c7 чорний король · b6 чорний слон · a5 білий кінь · b5 чорний пішак · f5 білий пішак · b4 чорна тура · d4 чорний кінь · f4 чорний пішак · a3 чорний пішак · b3 чорна тура · d3 білий слон · g3 білий слон · h3 білий король · b2 чорний пішак · c2 білий пішак · e2 чорний ферзь · c1 біла тура · d1 біла тура | c8 чорний слон · c7 чорний король · b6 чорний слон · a5 білий кінь · b5 чорний пішак · f5 білий пішак · b4 чорна тура · d4 чорний кінь · f4 чорний пішак · a3 чорний пішак · b3 чорна тура · d3 білий слон · g3 білий слон · h3 білий король · b2 чорний пішак · c2 білий пішак · e2 чорний ферзь · c1 біла тура · d1 біла тура | c8 чорний слон · c7 чорний король · b6 чорний слон · a5 білий кінь · b5 чорний пішак · f5 білий пішак · b4 чорна тура · d4 чорний кінь · f4 чорний пішак · a3 чорний пішак · b3 чорна тура · d3 білий слон · g3 білий слон · h3 білий король · b2 чорний пішак · c2 білий пішак · e2 чорний ферзь · c1 біла тура · d1 біла тура | c8 чорний слон · c7 чорний король · b6 чорний слон · a5 білий кінь · b5 чорний пішак · f5 білий пішак · b4 чорна тура · d4 чорний кінь · f4 чорний пішак · a3 чорний пішак · b3 чорна тура · d3 білий слон · g3 білий слон · h3 білий король · b2 чорний пішак · c2 білий пішак · e2 чорний ферзь · c1 біла тура · d1 біла тура | 2 |
| 1 | c8 чорний слон · c7 чорний король · b6 чорний слон · a5 білий кінь · b5 чорний пішак · f5 білий пішак · b4 чорна тура · d4 чорний кінь · f4 чорний пішак · a3 чорний пішак · b3 чорна тура · d3 білий слон · g3 білий слон · h3 білий король · b2 чорний пішак · c2 білий пішак · e2 чорний ферзь · c1 біла тура · d1 біла тура | c8 чорний слон · c7 чорний король · b6 чорний слон · a5 білий кінь · b5 чорний пішак · f5 білий пішак · b4 чорна тура · d4 чорний кінь · f4 чорний пішак · a3 чорний пішак · b3 чорна тура · d3 білий слон · g3 білий слон · h3 білий король · b2 чорний пішак · c2 білий пішак · e2 чорний ферзь · c1 біла тура · d1 біла тура | c8 чорний слон · c7 чорний король · b6 чорний слон · a5 білий кінь · b5 чорний пішак · f5 білий пішак · b4 чорна тура · d4 чорний кінь · f4 чорний пішак · a3 чорний пішак · b3 чорна тура · d3 білий слон · g3 білий слон · h3 білий король · b2 чорний пішак · c2 білий пішак · e2 чорний ферзь · c1 біла тура · d1 біла тура | c8 чорний слон · c7 чорний король · b6 чорний слон · a5 білий кінь · b5 чорний пішак · f5 білий пішак · b4 чорна тура · d4 чорний кінь · f4 чорний пішак · a3 чорний пішак · b3 чорна тура · d3 білий слон · g3 білий слон · h3 білий король · b2 чорний пішак · c2 білий пішак · e2 чорний ферзь · c1 біла тура · d1 біла тура | c8 чорний слон · c7 чорний король · b6 чорний слон · a5 білий кінь · b5 чорний пішак · f5 білий пішак · b4 чорна тура · d4 чорний кінь · f4 чорний пішак · a3 чорний пішак · b3 чорна тура · d3 білий слон · g3 білий слон · h3 білий король · b2 чорний пішак · c2 білий пішак · e2 чорний ферзь · c1 біла тура · d1 біла тура | c8 чорний слон · c7 чорний король · b6 чорний слон · a5 білий кінь · b5 чорний пішак · f5 білий пішак · b4 чорна тура · d4 чорний кінь · f4 чорний пішак · a3 чорний пішак · b3 чорна тура · d3 білий слон · g3 білий слон · h3 білий король · b2 чорний пішак · c2 білий пішак · e2 чорний ферзь · c1 біла тура · d1 біла тура | c8 чорний слон · c7 чорний король · b6 чорний слон · a5 білий кінь · b5 чорний пішак · f5 білий пішак · b4 чорна тура · d4 чорний кінь · f4 чорний пішак · a3 чорний пішак · b3 чорна тура · d3 білий слон · g3 білий слон · h3 білий король · b2 чорний пішак · c2 білий пішак · e2 чорний ферзь · c1 біла тура · d1 біла тура | c8 чорний слон · c7 чорний король · b6 чорний слон · a5 білий кінь · b5 чорний пішак · f5 білий пішак · b4 чорна тура · d4 чорний кінь · f4 чорний пішак · a3 чорний пішак · b3 чорна тура · d3 білий слон · g3 білий слон · h3 білий король · b2 чорний пішак · c2 білий пішак · e2 чорний ферзь · c1 біла тура · d1 біла тура | 1 |
|   | a | b | c | d | e | f | g | h |   |

FEN: 2b5/2k5/1b6/Np3P2/1r1n1p2/pr1B2BK/1pP1q3/2RR4

1.Sxc2 Bc4 2.Se3 Bxf4#
Чорний кінь на першому ході зв'язується, після чого білий слон «d3», який стоїть в пів-зв'язці, розв'язує тематичного коня, але й зв'язується білий слон «g3». Наступним ходом розв'язаний чорний кінь розв'язує білого слона «g3», який наступним ходом оголошує мат.
|   | a | b | c | d | e | f | g | h |   |
| 8 | c5 білий пішак · g5 чорний слон · a4 чорний пішак · b4 чорний пішак · c4 біла тура · d4 чорний кінь · e4 чорний пішак · f4 білий пішак · g4 чорний король · h4 чорний пішак · a3 чорний пішак · c3 чорний пішак · e3 чорний пішак · g3 чорна тура · a2 білий король · c2 білий кінь · g2 білий кінь · h2 чорна тура · a1 біла тура · b1 чорний кінь · e1 чорний ферзь | c5 білий пішак · g5 чорний слон · a4 чорний пішак · b4 чорний пішак · c4 біла тура · d4 чорний кінь · e4 чорний пішак · f4 білий пішак · g4 чорний король · h4 чорний пішак · a3 чорний пішак · c3 чорний пішак · e3 чорний пішак · g3 чорна тура · a2 білий король · c2 білий кінь · g2 білий кінь · h2 чорна тура · a1 біла тура · b1 чорний кінь · e1 чорний ферзь | c5 білий пішак · g5 чорний слон · a4 чорний пішак · b4 чорний пішак · c4 біла тура · d4 чорний кінь · e4 чорний пішак · f4 білий пішак · g4 чорний король · h4 чорний пішак · a3 чорний пішак · c3 чорний пішак · e3 чорний пішак · g3 чорна тура · a2 білий король · c2 білий кінь · g2 білий кінь · h2 чорна тура · a1 біла тура · b1 чорний кінь · e1 чорний ферзь | c5 білий пішак · g5 чорний слон · a4 чорний пішак · b4 чорний пішак · c4 біла тура · d4 чорний кінь · e4 чорний пішак · f4 білий пішак · g4 чорний король · h4 чорний пішак · a3 чорний пішак · c3 чорний пішак · e3 чорний пішак · g3 чорна тура · a2 білий король · c2 білий кінь · g2 білий кінь · h2 чорна тура · a1 біла тура · b1 чорний кінь · e1 чорний ферзь | c5 білий пішак · g5 чорний слон · a4 чорний пішак · b4 чорний пішак · c4 біла тура · d4 чорний кінь · e4 чорний пішак · f4 білий пішак · g4 чорний король · h4 чорний пішак · a3 чорний пішак · c3 чорний пішак · e3 чорний пішак · g3 чорна тура · a2 білий король · c2 білий кінь · g2 білий кінь · h2 чорна тура · a1 біла тура · b1 чорний кінь · e1 чорний ферзь | c5 білий пішак · g5 чорний слон · a4 чорний пішак · b4 чорний пішак · c4 біла тура · d4 чорний кінь · e4 чорний пішак · f4 білий пішак · g4 чорний король · h4 чорний пішак · a3 чорний пішак · c3 чорний пішак · e3 чорний пішак · g3 чорна тура · a2 білий король · c2 білий кінь · g2 білий кінь · h2 чорна тура · a1 біла тура · b1 чорний кінь · e1 чорний ферзь | c5 білий пішак · g5 чорний слон · a4 чорний пішак · b4 чорний пішак · c4 біла тура · d4 чорний кінь · e4 чорний пішак · f4 білий пішак · g4 чорний король · h4 чорний пішак · a3 чорний пішак · c3 чорний пішак · e3 чорний пішак · g3 чорна тура · a2 білий король · c2 білий кінь · g2 білий кінь · h2 чорна тура · a1 біла тура · b1 чорний кінь · e1 чорний ферзь | c5 білий пішак · g5 чорний слон · a4 чорний пішак · b4 чорний пішак · c4 біла тура · d4 чорний кінь · e4 чорний пішак · f4 білий пішак · g4 чорний король · h4 чорний пішак · a3 чорний пішак · c3 чорний пішак · e3 чорний пішак · g3 чорна тура · a2 білий король · c2 білий кінь · g2 білий кінь · h2 чорна тура · a1 біла тура · b1 чорний кінь · e1 чорний ферзь | 8 |
| 7 | c5 білий пішак · g5 чорний слон · a4 чорний пішак · b4 чорний пішак · c4 біла тура · d4 чорний кінь · e4 чорний пішак · f4 білий пішак · g4 чорний король · h4 чорний пішак · a3 чорний пішак · c3 чорний пішак · e3 чорний пішак · g3 чорна тура · a2 білий король · c2 білий кінь · g2 білий кінь · h2 чорна тура · a1 біла тура · b1 чорний кінь · e1 чорний ферзь | c5 білий пішак · g5 чорний слон · a4 чорний пішак · b4 чорний пішак · c4 біла тура · d4 чорний кінь · e4 чорний пішак · f4 білий пішак · g4 чорний король · h4 чорний пішак · a3 чорний пішак · c3 чорний пішак · e3 чорний пішак · g3 чорна тура · a2 білий король · c2 білий кінь · g2 білий кінь · h2 чорна тура · a1 біла тура · b1 чорний кінь · e1 чорний ферзь | c5 білий пішак · g5 чорний слон · a4 чорний пішак · b4 чорний пішак · c4 біла тура · d4 чорний кінь · e4 чорний пішак · f4 білий пішак · g4 чорний король · h4 чорний пішак · a3 чорний пішак · c3 чорний пішак · e3 чорний пішак · g3 чорна тура · a2 білий король · c2 білий кінь · g2 білий кінь · h2 чорна тура · a1 біла тура · b1 чорний кінь · e1 чорний ферзь | c5 білий пішак · g5 чорний слон · a4 чорний пішак · b4 чорний пішак · c4 біла тура · d4 чорний кінь · e4 чорний пішак · f4 білий пішак · g4 чорний король · h4 чорний пішак · a3 чорний пішак · c3 чорний пішак · e3 чорний пішак · g3 чорна тура · a2 білий король · c2 білий кінь · g2 білий кінь · h2 чорна тура · a1 біла тура · b1 чорний кінь · e1 чорний ферзь | c5 білий пішак · g5 чорний слон · a4 чорний пішак · b4 чорний пішак · c4 біла тура · d4 чорний кінь · e4 чорний пішак · f4 білий пішак · g4 чорний король · h4 чорний пішак · a3 чорний пішак · c3 чорний пішак · e3 чорний пішак · g3 чорна тура · a2 білий король · c2 білий кінь · g2 білий кінь · h2 чорна тура · a1 біла тура · b1 чорний кінь · e1 чорний ферзь | c5 білий пішак · g5 чорний слон · a4 чорний пішак · b4 чорний пішак · c4 біла тура · d4 чорний кінь · e4 чорний пішак · f4 білий пішак · g4 чорний король · h4 чорний пішак · a3 чорний пішак · c3 чорний пішак · e3 чорний пішак · g3 чорна тура · a2 білий король · c2 білий кінь · g2 білий кінь · h2 чорна тура · a1 біла тура · b1 чорний кінь · e1 чорний ферзь | c5 білий пішак · g5 чорний слон · a4 чорний пішак · b4 чорний пішак · c4 біла тура · d4 чорний кінь · e4 чорний пішак · f4 білий пішак · g4 чорний король · h4 чорний пішак · a3 чорний пішак · c3 чорний пішак · e3 чорний пішак · g3 чорна тура · a2 білий король · c2 білий кінь · g2 білий кінь · h2 чорна тура · a1 біла тура · b1 чорний кінь · e1 чорний ферзь | c5 білий пішак · g5 чорний слон · a4 чорний пішак · b4 чорний пішак · c4 біла тура · d4 чорний кінь · e4 чорний пішак · f4 білий пішак · g4 чорний король · h4 чорний пішак · a3 чорний пішак · c3 чорний пішак · e3 чорний пішак · g3 чорна тура · a2 білий король · c2 білий кінь · g2 білий кінь · h2 чорна тура · a1 біла тура · b1 чорний кінь · e1 чорний ферзь | 7 |
| 6 | c5 білий пішак · g5 чорний слон · a4 чорний пішак · b4 чорний пішак · c4 біла тура · d4 чорний кінь · e4 чорний пішак · f4 білий пішак · g4 чорний король · h4 чорний пішак · a3 чорний пішак · c3 чорний пішак · e3 чорний пішак · g3 чорна тура · a2 білий король · c2 білий кінь · g2 білий кінь · h2 чорна тура · a1 біла тура · b1 чорний кінь · e1 чорний ферзь | c5 білий пішак · g5 чорний слон · a4 чорний пішак · b4 чорний пішак · c4 біла тура · d4 чорний кінь · e4 чорний пішак · f4 білий пішак · g4 чорний король · h4 чорний пішак · a3 чорний пішак · c3 чорний пішак · e3 чорний пішак · g3 чорна тура · a2 білий король · c2 білий кінь · g2 білий кінь · h2 чорна тура · a1 біла тура · b1 чорний кінь · e1 чорний ферзь | c5 білий пішак · g5 чорний слон · a4 чорний пішак · b4 чорний пішак · c4 біла тура · d4 чорний кінь · e4 чорний пішак · f4 білий пішак · g4 чорний король · h4 чорний пішак · a3 чорний пішак · c3 чорний пішак · e3 чорний пішак · g3 чорна тура · a2 білий король · c2 білий кінь · g2 білий кінь · h2 чорна тура · a1 біла тура · b1 чорний кінь · e1 чорний ферзь | c5 білий пішак · g5 чорний слон · a4 чорний пішак · b4 чорний пішак · c4 біла тура · d4 чорний кінь · e4 чорний пішак · f4 білий пішак · g4 чорний король · h4 чорний пішак · a3 чорний пішак · c3 чорний пішак · e3 чорний пішак · g3 чорна тура · a2 білий король · c2 білий кінь · g2 білий кінь · h2 чорна тура · a1 біла тура · b1 чорний кінь · e1 чорний ферзь | c5 білий пішак · g5 чорний слон · a4 чорний пішак · b4 чорний пішак · c4 біла тура · d4 чорний кінь · e4 чорний пішак · f4 білий пішак · g4 чорний король · h4 чорний пішак · a3 чорний пішак · c3 чорний пішак · e3 чорний пішак · g3 чорна тура · a2 білий король · c2 білий кінь · g2 білий кінь · h2 чорна тура · a1 біла тура · b1 чорний кінь · e1 чорний ферзь | c5 білий пішак · g5 чорний слон · a4 чорний пішак · b4 чорний пішак · c4 біла тура · d4 чорний кінь · e4 чорний пішак · f4 білий пішак · g4 чорний король · h4 чорний пішак · a3 чорний пішак · c3 чорний пішак · e3 чорний пішак · g3 чорна тура · a2 білий король · c2 білий кінь · g2 білий кінь · h2 чорна тура · a1 біла тура · b1 чорний кінь · e1 чорний ферзь | c5 білий пішак · g5 чорний слон · a4 чорний пішак · b4 чорний пішак · c4 біла тура · d4 чорний кінь · e4 чорний пішак · f4 білий пішак · g4 чорний король · h4 чорний пішак · a3 чорний пішак · c3 чорний пішак · e3 чорний пішак · g3 чорна тура · a2 білий король · c2 білий кінь · g2 білий кінь · h2 чорна тура · a1 біла тура · b1 чорний кінь · e1 чорний ферзь | c5 білий пішак · g5 чорний слон · a4 чорний пішак · b4 чорний пішак · c4 біла тура · d4 чорний кінь · e4 чорний пішак · f4 білий пішак · g4 чорний король · h4 чорний пішак · a3 чорний пішак · c3 чорний пішак · e3 чорний пішак · g3 чорна тура · a2 білий король · c2 білий кінь · g2 білий кінь · h2 чорна тура · a1 біла тура · b1 чорний кінь · e1 чорний ферзь | 6 |
| 5 | c5 білий пішак · g5 чорний слон · a4 чорний пішак · b4 чорний пішак · c4 біла тура · d4 чорний кінь · e4 чорний пішак · f4 білий пішак · g4 чорний король · h4 чорний пішак · a3 чорний пішак · c3 чорний пішак · e3 чорний пішак · g3 чорна тура · a2 білий король · c2 білий кінь · g2 білий кінь · h2 чорна тура · a1 біла тура · b1 чорний кінь · e1 чорний ферзь | c5 білий пішак · g5 чорний слон · a4 чорний пішак · b4 чорний пішак · c4 біла тура · d4 чорний кінь · e4 чорний пішак · f4 білий пішак · g4 чорний король · h4 чорний пішак · a3 чорний пішак · c3 чорний пішак · e3 чорний пішак · g3 чорна тура · a2 білий король · c2 білий кінь · g2 білий кінь · h2 чорна тура · a1 біла тура · b1 чорний кінь · e1 чорний ферзь | c5 білий пішак · g5 чорний слон · a4 чорний пішак · b4 чорний пішак · c4 біла тура · d4 чорний кінь · e4 чорний пішак · f4 білий пішак · g4 чорний король · h4 чорний пішак · a3 чорний пішак · c3 чорний пішак · e3 чорний пішак · g3 чорна тура · a2 білий король · c2 білий кінь · g2 білий кінь · h2 чорна тура · a1 біла тура · b1 чорний кінь · e1 чорний ферзь | c5 білий пішак · g5 чорний слон · a4 чорний пішак · b4 чорний пішак · c4 біла тура · d4 чорний кінь · e4 чорний пішак · f4 білий пішак · g4 чорний король · h4 чорний пішак · a3 чорний пішак · c3 чорний пішак · e3 чорний пішак · g3 чорна тура · a2 білий король · c2 білий кінь · g2 білий кінь · h2 чорна тура · a1 біла тура · b1 чорний кінь · e1 чорний ферзь | c5 білий пішак · g5 чорний слон · a4 чорний пішак · b4 чорний пішак · c4 біла тура · d4 чорний кінь · e4 чорний пішак · f4 білий пішак · g4 чорний король · h4 чорний пішак · a3 чорний пішак · c3 чорний пішак · e3 чорний пішак · g3 чорна тура · a2 білий король · c2 білий кінь · g2 білий кінь · h2 чорна тура · a1 біла тура · b1 чорний кінь · e1 чорний ферзь | c5 білий пішак · g5 чорний слон · a4 чорний пішак · b4 чорний пішак · c4 біла тура · d4 чорний кінь · e4 чорний пішак · f4 білий пішак · g4 чорний король · h4 чорний пішак · a3 чорний пішак · c3 чорний пішак · e3 чорний пішак · g3 чорна тура · a2 білий король · c2 білий кінь · g2 білий кінь · h2 чорна тура · a1 біла тура · b1 чорний кінь · e1 чорний ферзь | c5 білий пішак · g5 чорний слон · a4 чорний пішак · b4 чорний пішак · c4 біла тура · d4 чорний кінь · e4 чорний пішак · f4 білий пішак · g4 чорний король · h4 чорний пішак · a3 чорний пішак · c3 чорний пішак · e3 чорний пішак · g3 чорна тура · a2 білий король · c2 білий кінь · g2 білий кінь · h2 чорна тура · a1 біла тура · b1 чорний кінь · e1 чорний ферзь | c5 білий пішак · g5 чорний слон · a4 чорний пішак · b4 чорний пішак · c4 біла тура · d4 чорний кінь · e4 чорний пішак · f4 білий пішак · g4 чорний король · h4 чорний пішак · a3 чорний пішак · c3 чорний пішак · e3 чорний пішак · g3 чорна тура · a2 білий король · c2 білий кінь · g2 білий кінь · h2 чорна тура · a1 біла тура · b1 чорний кінь · e1 чорний ферзь | 5 |
| 4 | c5 білий пішак · g5 чорний слон · a4 чорний пішак · b4 чорний пішак · c4 біла тура · d4 чорний кінь · e4 чорний пішак · f4 білий пішак · g4 чорний король · h4 чорний пішак · a3 чорний пішак · c3 чорний пішак · e3 чорний пішак · g3 чорна тура · a2 білий король · c2 білий кінь · g2 білий кінь · h2 чорна тура · a1 біла тура · b1 чорний кінь · e1 чорний ферзь | c5 білий пішак · g5 чорний слон · a4 чорний пішак · b4 чорний пішак · c4 біла тура · d4 чорний кінь · e4 чорний пішак · f4 білий пішак · g4 чорний король · h4 чорний пішак · a3 чорний пішак · c3 чорний пішак · e3 чорний пішак · g3 чорна тура · a2 білий король · c2 білий кінь · g2 білий кінь · h2 чорна тура · a1 біла тура · b1 чорний кінь · e1 чорний ферзь | c5 білий пішак · g5 чорний слон · a4 чорний пішак · b4 чорний пішак · c4 біла тура · d4 чорний кінь · e4 чорний пішак · f4 білий пішак · g4 чорний король · h4 чорний пішак · a3 чорний пішак · c3 чорний пішак · e3 чорний пішак · g3 чорна тура · a2 білий король · c2 білий кінь · g2 білий кінь · h2 чорна тура · a1 біла тура · b1 чорний кінь · e1 чорний ферзь | c5 білий пішак · g5 чорний слон · a4 чорний пішак · b4 чорний пішак · c4 біла тура · d4 чорний кінь · e4 чорний пішак · f4 білий пішак · g4 чорний король · h4 чорний пішак · a3 чорний пішак · c3 чорний пішак · e3 чорний пішак · g3 чорна тура · a2 білий король · c2 білий кінь · g2 білий кінь · h2 чорна тура · a1 біла тура · b1 чорний кінь · e1 чорний ферзь | c5 білий пішак · g5 чорний слон · a4 чорний пішак · b4 чорний пішак · c4 біла тура · d4 чорний кінь · e4 чорний пішак · f4 білий пішак · g4 чорний король · h4 чорний пішак · a3 чорний пішак · c3 чорний пішак · e3 чорний пішак · g3 чорна тура · a2 білий король · c2 білий кінь · g2 білий кінь · h2 чорна тура · a1 біла тура · b1 чорний кінь · e1 чорний ферзь | c5 білий пішак · g5 чорний слон · a4 чорний пішак · b4 чорний пішак · c4 біла тура · d4 чорний кінь · e4 чорний пішак · f4 білий пішак · g4 чорний король · h4 чорний пішак · a3 чорний пішак · c3 чорний пішак · e3 чорний пішак · g3 чорна тура · a2 білий король · c2 білий кінь · g2 білий кінь · h2 чорна тура · a1 біла тура · b1 чорний кінь · e1 чорний ферзь | c5 білий пішак · g5 чорний слон · a4 чорний пішак · b4 чорний пішак · c4 біла тура · d4 чорний кінь · e4 чорний пішак · f4 білий пішак · g4 чорний король · h4 чорний пішак · a3 чорний пішак · c3 чорний пішак · e3 чорний пішак · g3 чорна тура · a2 білий король · c2 білий кінь · g2 білий кінь · h2 чорна тура · a1 біла тура · b1 чорний кінь · e1 чорний ферзь | c5 білий пішак · g5 чорний слон · a4 чорний пішак · b4 чорний пішак · c4 біла тура · d4 чорний кінь · e4 чорний пішак · f4 білий пішак · g4 чорний король · h4 чорний пішак · a3 чорний пішак · c3 чорний пішак · e3 чорний пішак · g3 чорна тура · a2 білий король · c2 білий кінь · g2 білий кінь · h2 чорна тура · a1 біла тура · b1 чорний кінь · e1 чорний ферзь | 4 |
| 3 | c5 білий пішак · g5 чорний слон · a4 чорний пішак · b4 чорний пішак · c4 біла тура · d4 чорний кінь · e4 чорний пішак · f4 білий пішак · g4 чорний король · h4 чорний пішак · a3 чорний пішак · c3 чорний пішак · e3 чорний пішак · g3 чорна тура · a2 білий король · c2 білий кінь · g2 білий кінь · h2 чорна тура · a1 біла тура · b1 чорний кінь · e1 чорний ферзь | c5 білий пішак · g5 чорний слон · a4 чорний пішак · b4 чорний пішак · c4 біла тура · d4 чорний кінь · e4 чорний пішак · f4 білий пішак · g4 чорний король · h4 чорний пішак · a3 чорний пішак · c3 чорний пішак · e3 чорний пішак · g3 чорна тура · a2 білий король · c2 білий кінь · g2 білий кінь · h2 чорна тура · a1 біла тура · b1 чорний кінь · e1 чорний ферзь | c5 білий пішак · g5 чорний слон · a4 чорний пішак · b4 чорний пішак · c4 біла тура · d4 чорний кінь · e4 чорний пішак · f4 білий пішак · g4 чорний король · h4 чорний пішак · a3 чорний пішак · c3 чорний пішак · e3 чорний пішак · g3 чорна тура · a2 білий король · c2 білий кінь · g2 білий кінь · h2 чорна тура · a1 біла тура · b1 чорний кінь · e1 чорний ферзь | c5 білий пішак · g5 чорний слон · a4 чорний пішак · b4 чорний пішак · c4 біла тура · d4 чорний кінь · e4 чорний пішак · f4 білий пішак · g4 чорний король · h4 чорний пішак · a3 чорний пішак · c3 чорний пішак · e3 чорний пішак · g3 чорна тура · a2 білий король · c2 білий кінь · g2 білий кінь · h2 чорна тура · a1 біла тура · b1 чорний кінь · e1 чорний ферзь | c5 білий пішак · g5 чорний слон · a4 чорний пішак · b4 чорний пішак · c4 біла тура · d4 чорний кінь · e4 чорний пішак · f4 білий пішак · g4 чорний король · h4 чорний пішак · a3 чорний пішак · c3 чорний пішак · e3 чорний пішак · g3 чорна тура · a2 білий король · c2 білий кінь · g2 білий кінь · h2 чорна тура · a1 біла тура · b1 чорний кінь · e1 чорний ферзь | c5 білий пішак · g5 чорний слон · a4 чорний пішак · b4 чорний пішак · c4 біла тура · d4 чорний кінь · e4 чорний пішак · f4 білий пішак · g4 чорний король · h4 чорний пішак · a3 чорний пішак · c3 чорний пішак · e3 чорний пішак · g3 чорна тура · a2 білий король · c2 білий кінь · g2 білий кінь · h2 чорна тура · a1 біла тура · b1 чорний кінь · e1 чорний ферзь | c5 білий пішак · g5 чорний слон · a4 чорний пішак · b4 чорний пішак · c4 біла тура · d4 чорний кінь · e4 чорний пішак · f4 білий пішак · g4 чорний король · h4 чорний пішак · a3 чорний пішак · c3 чорний пішак · e3 чорний пішак · g3 чорна тура · a2 білий король · c2 білий кінь · g2 білий кінь · h2 чорна тура · a1 біла тура · b1 чорний кінь · e1 чорний ферзь | c5 білий пішак · g5 чорний слон · a4 чорний пішак · b4 чорний пішак · c4 біла тура · d4 чорний кінь · e4 чорний пішак · f4 білий пішак · g4 чорний король · h4 чорний пішак · a3 чорний пішак · c3 чорний пішак · e3 чорний пішак · g3 чорна тура · a2 білий король · c2 білий кінь · g2 білий кінь · h2 чорна тура · a1 біла тура · b1 чорний кінь · e1 чорний ферзь | 3 |
| 2 | c5 білий пішак · g5 чорний слон · a4 чорний пішак · b4 чорний пішак · c4 біла тура · d4 чорний кінь · e4 чорний пішак · f4 білий пішак · g4 чорний король · h4 чорний пішак · a3 чорний пішак · c3 чорний пішак · e3 чорний пішак · g3 чорна тура · a2 білий король · c2 білий кінь · g2 білий кінь · h2 чорна тура · a1 біла тура · b1 чорний кінь · e1 чорний ферзь | c5 білий пішак · g5 чорний слон · a4 чорний пішак · b4 чорний пішак · c4 біла тура · d4 чорний кінь · e4 чорний пішак · f4 білий пішак · g4 чорний король · h4 чорний пішак · a3 чорний пішак · c3 чорний пішак · e3 чорний пішак · g3 чорна тура · a2 білий король · c2 білий кінь · g2 білий кінь · h2 чорна тура · a1 біла тура · b1 чорний кінь · e1 чорний ферзь | c5 білий пішак · g5 чорний слон · a4 чорний пішак · b4 чорний пішак · c4 біла тура · d4 чорний кінь · e4 чорний пішак · f4 білий пішак · g4 чорний король · h4 чорний пішак · a3 чорний пішак · c3 чорний пішак · e3 чорний пішак · g3 чорна тура · a2 білий король · c2 білий кінь · g2 білий кінь · h2 чорна тура · a1 біла тура · b1 чорний кінь · e1 чорний ферзь | c5 білий пішак · g5 чорний слон · a4 чорний пішак · b4 чорний пішак · c4 біла тура · d4 чорний кінь · e4 чорний пішак · f4 білий пішак · g4 чорний король · h4 чорний пішак · a3 чорний пішак · c3 чорний пішак · e3 чорний пішак · g3 чорна тура · a2 білий король · c2 білий кінь · g2 білий кінь · h2 чорна тура · a1 біла тура · b1 чорний кінь · e1 чорний ферзь | c5 білий пішак · g5 чорний слон · a4 чорний пішак · b4 чорний пішак · c4 біла тура · d4 чорний кінь · e4 чорний пішак · f4 білий пішак · g4 чорний король · h4 чорний пішак · a3 чорний пішак · c3 чорний пішак · e3 чорний пішак · g3 чорна тура · a2 білий король · c2 білий кінь · g2 білий кінь · h2 чорна тура · a1 біла тура · b1 чорний кінь · e1 чорний ферзь | c5 білий пішак · g5 чорний слон · a4 чорний пішак · b4 чорний пішак · c4 біла тура · d4 чорний кінь · e4 чорний пішак · f4 білий пішак · g4 чорний король · h4 чорний пішак · a3 чорний пішак · c3 чорний пішак · e3 чорний пішак · g3 чорна тура · a2 білий король · c2 білий кінь · g2 білий кінь · h2 чорна тура · a1 біла тура · b1 чорний кінь · e1 чорний ферзь | c5 білий пішак · g5 чорний слон · a4 чорний пішак · b4 чорний пішак · c4 біла тура · d4 чорний кінь · e4 чорний пішак · f4 білий пішак · g4 чорний король · h4 чорний пішак · a3 чорний пішак · c3 чорний пішак · e3 чорний пішак · g3 чорна тура · a2 білий король · c2 білий кінь · g2 білий кінь · h2 чорна тура · a1 біла тура · b1 чорний кінь · e1 чорний ферзь | c5 білий пішак · g5 чорний слон · a4 чорний пішак · b4 чорний пішак · c4 біла тура · d4 чорний кінь · e4 чорний пішак · f4 білий пішак · g4 чорний король · h4 чорний пішак · a3 чорний пішак · c3 чорний пішак · e3 чорний пішак · g3 чорна тура · a2 білий король · c2 білий кінь · g2 білий кінь · h2 чорна тура · a1 біла тура · b1 чорний кінь · e1 чорний ферзь | 2 |
| 1 | c5 білий пішак · g5 чорний слон · a4 чорний пішак · b4 чорний пішак · c4 біла тура · d4 чорний кінь · e4 чорний пішак · f4 білий пішак · g4 чорний король · h4 чорний пішак · a3 чорний пішак · c3 чорний пішак · e3 чорний пішак · g3 чорна тура · a2 білий король · c2 білий кінь · g2 білий кінь · h2 чорна тура · a1 біла тура · b1 чорний кінь · e1 чорний ферзь | c5 білий пішак · g5 чорний слон · a4 чорний пішак · b4 чорний пішак · c4 біла тура · d4 чорний кінь · e4 чорний пішак · f4 білий пішак · g4 чорний король · h4 чорний пішак · a3 чорний пішак · c3 чорний пішак · e3 чорний пішак · g3 чорна тура · a2 білий король · c2 білий кінь · g2 білий кінь · h2 чорна тура · a1 біла тура · b1 чорний кінь · e1 чорний ферзь | c5 білий пішак · g5 чорний слон · a4 чорний пішак · b4 чорний пішак · c4 біла тура · d4 чорний кінь · e4 чорний пішак · f4 білий пішак · g4 чорний король · h4 чорний пішак · a3 чорний пішак · c3 чорний пішак · e3 чорний пішак · g3 чорна тура · a2 білий король · c2 білий кінь · g2 білий кінь · h2 чорна тура · a1 біла тура · b1 чорний кінь · e1 чорний ферзь | c5 білий пішак · g5 чорний слон · a4 чорний пішак · b4 чорний пішак · c4 біла тура · d4 чорний кінь · e4 чорний пішак · f4 білий пішак · g4 чорний король · h4 чорний пішак · a3 чорний пішак · c3 чорний пішак · e3 чорний пішак · g3 чорна тура · a2 білий король · c2 білий кінь · g2 білий кінь · h2 чорна тура · a1 біла тура · b1 чорний кінь · e1 чорний ферзь | c5 білий пішак · g5 чорний слон · a4 чорний пішак · b4 чорний пішак · c4 біла тура · d4 чорний кінь · e4 чорний пішак · f4 білий пішак · g4 чорний король · h4 чорний пішак · a3 чорний пішак · c3 чорний пішак · e3 чорний пішак · g3 чорна тура · a2 білий король · c2 білий кінь · g2 білий кінь · h2 чорна тура · a1 біла тура · b1 чорний кінь · e1 чорний ферзь | c5 білий пішак · g5 чорний слон · a4 чорний пішак · b4 чорний пішак · c4 біла тура · d4 чорний кінь · e4 чорний пішак · f4 білий пішак · g4 чорний король · h4 чорний пішак · a3 чорний пішак · c3 чорний пішак · e3 чорний пішак · g3 чорна тура · a2 білий король · c2 білий кінь · g2 білий кінь · h2 чорна тура · a1 біла тура · b1 чорний кінь · e1 чорний ферзь | c5 білий пішак · g5 чорний слон · a4 чорний пішак · b4 чорний пішак · c4 біла тура · d4 чорний кінь · e4 чорний пішак · f4 білий пішак · g4 чорний король · h4 чорний пішак · a3 чорний пішак · c3 чорний пішак · e3 чорний пішак · g3 чорна тура · a2 білий король · c2 білий кінь · g2 білий кінь · h2 чорна тура · a1 біла тура · b1 чорний кінь · e1 чорний ферзь | c5 білий пішак · g5 чорний слон · a4 чорний пішак · b4 чорний пішак · c4 біла тура · d4 чорний кінь · e4 чорний пішак · f4 білий пішак · g4 чорний король · h4 чорний пішак · a3 чорний пішак · c3 чорний пішак · e3 чорний пішак · g3 чорна тура · a2 білий король · c2 білий кінь · g2 білий кінь · h2 чорна тура · a1 біла тура · b1 чорний кінь · e1 чорний ферзь | 1 |
|   | a | b | c | d | e | f | g | h |   |

FEN: 8/8/8/2P3b1/ppRnpPkp/p1p1p1r1/K1N3Nr/Rn2q3

Попередній хід білих був f2—f4

1.ef3 (e.p.) Sf4 2.Se2 Se3#

Оскільки згідно ретроаналізу попередній хід білих був пішаком «f2» на два поля, вступний хід чорних буде взяття на проході цього пішака і чорний кінь «d4» зв'язується. Далі ходом білого коня «g2» розв'язується чорний тематичний кінь, але зв'язується білий кінь «с2». Наступним ходом розв'язаний чорний кінь розв'язує щойно зв'язаного білого коня і той оголошує мат.
|   | a | b | c | d | e | f | g | h |   |
| 8 | c8 чорна тура · h8 чорний слон · c7 чорний король · h7 чорний кінь · d6 чорний пішак · a5 білий пішак · e5 біла тура · d4 білий кінь · a3 білий пішак · e3 білий пішак · c2 білий пішак · e2 чорна тура · a1 білий король · c1 білий ферзь · e1 чорний ферзь | c8 чорна тура · h8 чорний слон · c7 чорний король · h7 чорний кінь · d6 чорний пішак · a5 білий пішак · e5 біла тура · d4 білий кінь · a3 білий пішак · e3 білий пішак · c2 білий пішак · e2 чорна тура · a1 білий король · c1 білий ферзь · e1 чорний ферзь | c8 чорна тура · h8 чорний слон · c7 чорний король · h7 чорний кінь · d6 чорний пішак · a5 білий пішак · e5 біла тура · d4 білий кінь · a3 білий пішак · e3 білий пішак · c2 білий пішак · e2 чорна тура · a1 білий король · c1 білий ферзь · e1 чорний ферзь | c8 чорна тура · h8 чорний слон · c7 чорний король · h7 чорний кінь · d6 чорний пішак · a5 білий пішак · e5 біла тура · d4 білий кінь · a3 білий пішак · e3 білий пішак · c2 білий пішак · e2 чорна тура · a1 білий король · c1 білий ферзь · e1 чорний ферзь | c8 чорна тура · h8 чорний слон · c7 чорний король · h7 чорний кінь · d6 чорний пішак · a5 білий пішак · e5 біла тура · d4 білий кінь · a3 білий пішак · e3 білий пішак · c2 білий пішак · e2 чорна тура · a1 білий король · c1 білий ферзь · e1 чорний ферзь | c8 чорна тура · h8 чорний слон · c7 чорний король · h7 чорний кінь · d6 чорний пішак · a5 білий пішак · e5 біла тура · d4 білий кінь · a3 білий пішак · e3 білий пішак · c2 білий пішак · e2 чорна тура · a1 білий король · c1 білий ферзь · e1 чорний ферзь | c8 чорна тура · h8 чорний слон · c7 чорний король · h7 чорний кінь · d6 чорний пішак · a5 білий пішак · e5 біла тура · d4 білий кінь · a3 білий пішак · e3 білий пішак · c2 білий пішак · e2 чорна тура · a1 білий король · c1 білий ферзь · e1 чорний ферзь | c8 чорна тура · h8 чорний слон · c7 чорний король · h7 чорний кінь · d6 чорний пішак · a5 білий пішак · e5 біла тура · d4 білий кінь · a3 білий пішак · e3 білий пішак · c2 білий пішак · e2 чорна тура · a1 білий король · c1 білий ферзь · e1 чорний ферзь | 8 |
| 7 | c8 чорна тура · h8 чорний слон · c7 чорний король · h7 чорний кінь · d6 чорний пішак · a5 білий пішак · e5 біла тура · d4 білий кінь · a3 білий пішак · e3 білий пішак · c2 білий пішак · e2 чорна тура · a1 білий король · c1 білий ферзь · e1 чорний ферзь | c8 чорна тура · h8 чорний слон · c7 чорний король · h7 чорний кінь · d6 чорний пішак · a5 білий пішак · e5 біла тура · d4 білий кінь · a3 білий пішак · e3 білий пішак · c2 білий пішак · e2 чорна тура · a1 білий король · c1 білий ферзь · e1 чорний ферзь | c8 чорна тура · h8 чорний слон · c7 чорний король · h7 чорний кінь · d6 чорний пішак · a5 білий пішак · e5 біла тура · d4 білий кінь · a3 білий пішак · e3 білий пішак · c2 білий пішак · e2 чорна тура · a1 білий король · c1 білий ферзь · e1 чорний ферзь | c8 чорна тура · h8 чорний слон · c7 чорний король · h7 чорний кінь · d6 чорний пішак · a5 білий пішак · e5 біла тура · d4 білий кінь · a3 білий пішак · e3 білий пішак · c2 білий пішак · e2 чорна тура · a1 білий король · c1 білий ферзь · e1 чорний ферзь | c8 чорна тура · h8 чорний слон · c7 чорний король · h7 чорний кінь · d6 чорний пішак · a5 білий пішак · e5 біла тура · d4 білий кінь · a3 білий пішак · e3 білий пішак · c2 білий пішак · e2 чорна тура · a1 білий король · c1 білий ферзь · e1 чорний ферзь | c8 чорна тура · h8 чорний слон · c7 чорний король · h7 чорний кінь · d6 чорний пішак · a5 білий пішак · e5 біла тура · d4 білий кінь · a3 білий пішак · e3 білий пішак · c2 білий пішак · e2 чорна тура · a1 білий король · c1 білий ферзь · e1 чорний ферзь | c8 чорна тура · h8 чорний слон · c7 чорний король · h7 чорний кінь · d6 чорний пішак · a5 білий пішак · e5 біла тура · d4 білий кінь · a3 білий пішак · e3 білий пішак · c2 білий пішак · e2 чорна тура · a1 білий король · c1 білий ферзь · e1 чорний ферзь | c8 чорна тура · h8 чорний слон · c7 чорний король · h7 чорний кінь · d6 чорний пішак · a5 білий пішак · e5 біла тура · d4 білий кінь · a3 білий пішак · e3 білий пішак · c2 білий пішак · e2 чорна тура · a1 білий король · c1 білий ферзь · e1 чорний ферзь | 7 |
| 6 | c8 чорна тура · h8 чорний слон · c7 чорний король · h7 чорний кінь · d6 чорний пішак · a5 білий пішак · e5 біла тура · d4 білий кінь · a3 білий пішак · e3 білий пішак · c2 білий пішак · e2 чорна тура · a1 білий король · c1 білий ферзь · e1 чорний ферзь | c8 чорна тура · h8 чорний слон · c7 чорний король · h7 чорний кінь · d6 чорний пішак · a5 білий пішак · e5 біла тура · d4 білий кінь · a3 білий пішак · e3 білий пішак · c2 білий пішак · e2 чорна тура · a1 білий король · c1 білий ферзь · e1 чорний ферзь | c8 чорна тура · h8 чорний слон · c7 чорний король · h7 чорний кінь · d6 чорний пішак · a5 білий пішак · e5 біла тура · d4 білий кінь · a3 білий пішак · e3 білий пішак · c2 білий пішак · e2 чорна тура · a1 білий король · c1 білий ферзь · e1 чорний ферзь | c8 чорна тура · h8 чорний слон · c7 чорний король · h7 чорний кінь · d6 чорний пішак · a5 білий пішак · e5 біла тура · d4 білий кінь · a3 білий пішак · e3 білий пішак · c2 білий пішак · e2 чорна тура · a1 білий король · c1 білий ферзь · e1 чорний ферзь | c8 чорна тура · h8 чорний слон · c7 чорний король · h7 чорний кінь · d6 чорний пішак · a5 білий пішак · e5 біла тура · d4 білий кінь · a3 білий пішак · e3 білий пішак · c2 білий пішак · e2 чорна тура · a1 білий король · c1 білий ферзь · e1 чорний ферзь | c8 чорна тура · h8 чорний слон · c7 чорний король · h7 чорний кінь · d6 чорний пішак · a5 білий пішак · e5 біла тура · d4 білий кінь · a3 білий пішак · e3 білий пішак · c2 білий пішак · e2 чорна тура · a1 білий король · c1 білий ферзь · e1 чорний ферзь | c8 чорна тура · h8 чорний слон · c7 чорний король · h7 чорний кінь · d6 чорний пішак · a5 білий пішак · e5 біла тура · d4 білий кінь · a3 білий пішак · e3 білий пішак · c2 білий пішак · e2 чорна тура · a1 білий король · c1 білий ферзь · e1 чорний ферзь | c8 чорна тура · h8 чорний слон · c7 чорний король · h7 чорний кінь · d6 чорний пішак · a5 білий пішак · e5 біла тура · d4 білий кінь · a3 білий пішак · e3 білий пішак · c2 білий пішак · e2 чорна тура · a1 білий король · c1 білий ферзь · e1 чорний ферзь | 6 |
| 5 | c8 чорна тура · h8 чорний слон · c7 чорний король · h7 чорний кінь · d6 чорний пішак · a5 білий пішак · e5 біла тура · d4 білий кінь · a3 білий пішак · e3 білий пішак · c2 білий пішак · e2 чорна тура · a1 білий король · c1 білий ферзь · e1 чорний ферзь | c8 чорна тура · h8 чорний слон · c7 чорний король · h7 чорний кінь · d6 чорний пішак · a5 білий пішак · e5 біла тура · d4 білий кінь · a3 білий пішак · e3 білий пішак · c2 білий пішак · e2 чорна тура · a1 білий король · c1 білий ферзь · e1 чорний ферзь | c8 чорна тура · h8 чорний слон · c7 чорний король · h7 чорний кінь · d6 чорний пішак · a5 білий пішак · e5 біла тура · d4 білий кінь · a3 білий пішак · e3 білий пішак · c2 білий пішак · e2 чорна тура · a1 білий король · c1 білий ферзь · e1 чорний ферзь | c8 чорна тура · h8 чорний слон · c7 чорний король · h7 чорний кінь · d6 чорний пішак · a5 білий пішак · e5 біла тура · d4 білий кінь · a3 білий пішак · e3 білий пішак · c2 білий пішак · e2 чорна тура · a1 білий король · c1 білий ферзь · e1 чорний ферзь | c8 чорна тура · h8 чорний слон · c7 чорний король · h7 чорний кінь · d6 чорний пішак · a5 білий пішак · e5 біла тура · d4 білий кінь · a3 білий пішак · e3 білий пішак · c2 білий пішак · e2 чорна тура · a1 білий король · c1 білий ферзь · e1 чорний ферзь | c8 чорна тура · h8 чорний слон · c7 чорний король · h7 чорний кінь · d6 чорний пішак · a5 білий пішак · e5 біла тура · d4 білий кінь · a3 білий пішак · e3 білий пішак · c2 білий пішак · e2 чорна тура · a1 білий король · c1 білий ферзь · e1 чорний ферзь | c8 чорна тура · h8 чорний слон · c7 чорний король · h7 чорний кінь · d6 чорний пішак · a5 білий пішак · e5 біла тура · d4 білий кінь · a3 білий пішак · e3 білий пішак · c2 білий пішак · e2 чорна тура · a1 білий король · c1 білий ферзь · e1 чорний ферзь | c8 чорна тура · h8 чорний слон · c7 чорний король · h7 чорний кінь · d6 чорний пішак · a5 білий пішак · e5 біла тура · d4 білий кінь · a3 білий пішак · e3 білий пішак · c2 білий пішак · e2 чорна тура · a1 білий король · c1 білий ферзь · e1 чорний ферзь | 5 |
| 4 | c8 чорна тура · h8 чорний слон · c7 чорний король · h7 чорний кінь · d6 чорний пішак · a5 білий пішак · e5 біла тура · d4 білий кінь · a3 білий пішак · e3 білий пішак · c2 білий пішак · e2 чорна тура · a1 білий король · c1 білий ферзь · e1 чорний ферзь | c8 чорна тура · h8 чорний слон · c7 чорний король · h7 чорний кінь · d6 чорний пішак · a5 білий пішак · e5 біла тура · d4 білий кінь · a3 білий пішак · e3 білий пішак · c2 білий пішак · e2 чорна тура · a1 білий король · c1 білий ферзь · e1 чорний ферзь | c8 чорна тура · h8 чорний слон · c7 чорний король · h7 чорний кінь · d6 чорний пішак · a5 білий пішак · e5 біла тура · d4 білий кінь · a3 білий пішак · e3 білий пішак · c2 білий пішак · e2 чорна тура · a1 білий король · c1 білий ферзь · e1 чорний ферзь | c8 чорна тура · h8 чорний слон · c7 чорний король · h7 чорний кінь · d6 чорний пішак · a5 білий пішак · e5 біла тура · d4 білий кінь · a3 білий пішак · e3 білий пішак · c2 білий пішак · e2 чорна тура · a1 білий король · c1 білий ферзь · e1 чорний ферзь | c8 чорна тура · h8 чорний слон · c7 чорний король · h7 чорний кінь · d6 чорний пішак · a5 білий пішак · e5 біла тура · d4 білий кінь · a3 білий пішак · e3 білий пішак · c2 білий пішак · e2 чорна тура · a1 білий король · c1 білий ферзь · e1 чорний ферзь | c8 чорна тура · h8 чорний слон · c7 чорний король · h7 чорний кінь · d6 чорний пішак · a5 білий пішак · e5 біла тура · d4 білий кінь · a3 білий пішак · e3 білий пішак · c2 білий пішак · e2 чорна тура · a1 білий король · c1 білий ферзь · e1 чорний ферзь | c8 чорна тура · h8 чорний слон · c7 чорний король · h7 чорний кінь · d6 чорний пішак · a5 білий пішак · e5 біла тура · d4 білий кінь · a3 білий пішак · e3 білий пішак · c2 білий пішак · e2 чорна тура · a1 білий король · c1 білий ферзь · e1 чорний ферзь | c8 чорна тура · h8 чорний слон · c7 чорний король · h7 чорний кінь · d6 чорний пішак · a5 білий пішак · e5 біла тура · d4 білий кінь · a3 білий пішак · e3 білий пішак · c2 білий пішак · e2 чорна тура · a1 білий король · c1 білий ферзь · e1 чорний ферзь | 4 |
| 3 | c8 чорна тура · h8 чорний слон · c7 чорний король · h7 чорний кінь · d6 чорний пішак · a5 білий пішак · e5 біла тура · d4 білий кінь · a3 білий пішак · e3 білий пішак · c2 білий пішак · e2 чорна тура · a1 білий король · c1 білий ферзь · e1 чорний ферзь | c8 чорна тура · h8 чорний слон · c7 чорний король · h7 чорний кінь · d6 чорний пішак · a5 білий пішак · e5 біла тура · d4 білий кінь · a3 білий пішак · e3 білий пішак · c2 білий пішак · e2 чорна тура · a1 білий король · c1 білий ферзь · e1 чорний ферзь | c8 чорна тура · h8 чорний слон · c7 чорний король · h7 чорний кінь · d6 чорний пішак · a5 білий пішак · e5 біла тура · d4 білий кінь · a3 білий пішак · e3 білий пішак · c2 білий пішак · e2 чорна тура · a1 білий король · c1 білий ферзь · e1 чорний ферзь | c8 чорна тура · h8 чорний слон · c7 чорний король · h7 чорний кінь · d6 чорний пішак · a5 білий пішак · e5 біла тура · d4 білий кінь · a3 білий пішак · e3 білий пішак · c2 білий пішак · e2 чорна тура · a1 білий король · c1 білий ферзь · e1 чорний ферзь | c8 чорна тура · h8 чорний слон · c7 чорний король · h7 чорний кінь · d6 чорний пішак · a5 білий пішак · e5 біла тура · d4 білий кінь · a3 білий пішак · e3 білий пішак · c2 білий пішак · e2 чорна тура · a1 білий король · c1 білий ферзь · e1 чорний ферзь | c8 чорна тура · h8 чорний слон · c7 чорний король · h7 чорний кінь · d6 чорний пішак · a5 білий пішак · e5 біла тура · d4 білий кінь · a3 білий пішак · e3 білий пішак · c2 білий пішак · e2 чорна тура · a1 білий король · c1 білий ферзь · e1 чорний ферзь | c8 чорна тура · h8 чорний слон · c7 чорний король · h7 чорний кінь · d6 чорний пішак · a5 білий пішак · e5 біла тура · d4 білий кінь · a3 білий пішак · e3 білий пішак · c2 білий пішак · e2 чорна тура · a1 білий король · c1 білий ферзь · e1 чорний ферзь | c8 чорна тура · h8 чорний слон · c7 чорний король · h7 чорний кінь · d6 чорний пішак · a5 білий пішак · e5 біла тура · d4 білий кінь · a3 білий пішак · e3 білий пішак · c2 білий пішак · e2 чорна тура · a1 білий король · c1 білий ферзь · e1 чорний ферзь | 3 |
| 2 | c8 чорна тура · h8 чорний слон · c7 чорний король · h7 чорний кінь · d6 чорний пішак · a5 білий пішак · e5 біла тура · d4 білий кінь · a3 білий пішак · e3 білий пішак · c2 білий пішак · e2 чорна тура · a1 білий король · c1 білий ферзь · e1 чорний ферзь | c8 чорна тура · h8 чорний слон · c7 чорний король · h7 чорний кінь · d6 чорний пішак · a5 білий пішак · e5 біла тура · d4 білий кінь · a3 білий пішак · e3 білий пішак · c2 білий пішак · e2 чорна тура · a1 білий король · c1 білий ферзь · e1 чорний ферзь | c8 чорна тура · h8 чорний слон · c7 чорний король · h7 чорний кінь · d6 чорний пішак · a5 білий пішак · e5 біла тура · d4 білий кінь · a3 білий пішак · e3 білий пішак · c2 білий пішак · e2 чорна тура · a1 білий король · c1 білий ферзь · e1 чорний ферзь | c8 чорна тура · h8 чорний слон · c7 чорний король · h7 чорний кінь · d6 чорний пішак · a5 білий пішак · e5 біла тура · d4 білий кінь · a3 білий пішак · e3 білий пішак · c2 білий пішак · e2 чорна тура · a1 білий король · c1 білий ферзь · e1 чорний ферзь | c8 чорна тура · h8 чорний слон · c7 чорний король · h7 чорний кінь · d6 чорний пішак · a5 білий пішак · e5 біла тура · d4 білий кінь · a3 білий пішак · e3 білий пішак · c2 білий пішак · e2 чорна тура · a1 білий король · c1 білий ферзь · e1 чорний ферзь | c8 чорна тура · h8 чорний слон · c7 чорний король · h7 чорний кінь · d6 чорний пішак · a5 білий пішак · e5 біла тура · d4 білий кінь · a3 білий пішак · e3 білий пішак · c2 білий пішак · e2 чорна тура · a1 білий король · c1 білий ферзь · e1 чорний ферзь | c8 чорна тура · h8 чорний слон · c7 чорний король · h7 чорний кінь · d6 чорний пішак · a5 білий пішак · e5 біла тура · d4 білий кінь · a3 білий пішак · e3 білий пішак · c2 білий пішак · e2 чорна тура · a1 білий король · c1 білий ферзь · e1 чорний ферзь | c8 чорна тура · h8 чорний слон · c7 чорний король · h7 чорний кінь · d6 чорний пішак · a5 білий пішак · e5 біла тура · d4 білий кінь · a3 білий пішак · e3 білий пішак · c2 білий пішак · e2 чорна тура · a1 білий король · c1 білий ферзь · e1 чорний ферзь | 2 |
| 1 | c8 чорна тура · h8 чорний слон · c7 чорний король · h7 чорний кінь · d6 чорний пішак · a5 білий пішак · e5 біла тура · d4 білий кінь · a3 білий пішак · e3 білий пішак · c2 білий пішак · e2 чорна тура · a1 білий король · c1 білий ферзь · e1 чорний ферзь | c8 чорна тура · h8 чорний слон · c7 чорний король · h7 чорний кінь · d6 чорний пішак · a5 білий пішак · e5 біла тура · d4 білий кінь · a3 білий пішак · e3 білий пішак · c2 білий пішак · e2 чорна тура · a1 білий король · c1 білий ферзь · e1 чорний ферзь | c8 чорна тура · h8 чорний слон · c7 чорний король · h7 чорний кінь · d6 чорний пішак · a5 білий пішак · e5 біла тура · d4 білий кінь · a3 білий пішак · e3 білий пішак · c2 білий пішак · e2 чорна тура · a1 білий король · c1 білий ферзь · e1 чорний ферзь | c8 чорна тура · h8 чорний слон · c7 чорний король · h7 чорний кінь · d6 чорний пішак · a5 білий пішак · e5 біла тура · d4 білий кінь · a3 білий пішак · e3 білий пішак · c2 білий пішак · e2 чорна тура · a1 білий король · c1 білий ферзь · e1 чорний ферзь | c8 чорна тура · h8 чорний слон · c7 чорний король · h7 чорний кінь · d6 чорний пішак · a5 білий пішак · e5 біла тура · d4 білий кінь · a3 білий пішак · e3 білий пішак · c2 білий пішак · e2 чорна тура · a1 білий король · c1 білий ферзь · e1 чорний ферзь | c8 чорна тура · h8 чорний слон · c7 чорний король · h7 чорний кінь · d6 чорний пішак · a5 білий пішак · e5 біла тура · d4 білий кінь · a3 білий пішак · e3 білий пішак · c2 білий пішак · e2 чорна тура · a1 білий король · c1 білий ферзь · e1 чорний ферзь | c8 чорна тура · h8 чорний слон · c7 чорний король · h7 чорний кінь · d6 чорний пішак · a5 білий пішак · e5 біла тура · d4 білий кінь · a3 білий пішак · e3 білий пішак · c2 білий пішак · e2 чорна тура · a1 білий король · c1 білий ферзь · e1 чорний ферзь | c8 чорна тура · h8 чорний слон · c7 чорний король · h7 чорний кінь · d6 чорний пішак · a5 білий пішак · e5 біла тура · d4 білий кінь · a3 білий пішак · e3 білий пішак · c2 білий пішак · e2 чорна тура · a1 білий король · c1 білий ферзь · e1 чорний ферзь | 1 |
|   | a | b | c | d | e | f | g | h |   |

FEN: 2r4b/2k4n/3p4/P3R3/3N4/P3P3/2P1r3/K1Q1q3
b) c7 → h6

a) 1.Rxc2 Sc6 2.Rb2 Re7# (MM)

b) 1.Rxe3 Rg5 2.Rec3 Sf5#
Додатково пройшла анігіляція.

## В синтезі з іншими ідеями
|   | a | b | c | d | e | f | g | h |   |
| 8 | d6 чорна тура · g6 чорний ферзь · a5 біла тура · e5 білий пішак · h5 чорний король · d4 чорний слон · e4 чорна тура · g4 чорний кінь · d3 білий король · e3 білий кінь · g3 білий пішак · c1 білий слон | d6 чорна тура · g6 чорний ферзь · a5 біла тура · e5 білий пішак · h5 чорний король · d4 чорний слон · e4 чорна тура · g4 чорний кінь · d3 білий король · e3 білий кінь · g3 білий пішак · c1 білий слон | d6 чорна тура · g6 чорний ферзь · a5 біла тура · e5 білий пішак · h5 чорний король · d4 чорний слон · e4 чорна тура · g4 чорний кінь · d3 білий король · e3 білий кінь · g3 білий пішак · c1 білий слон | d6 чорна тура · g6 чорний ферзь · a5 біла тура · e5 білий пішак · h5 чорний король · d4 чорний слон · e4 чорна тура · g4 чорний кінь · d3 білий король · e3 білий кінь · g3 білий пішак · c1 білий слон | d6 чорна тура · g6 чорний ферзь · a5 біла тура · e5 білий пішак · h5 чорний король · d4 чорний слон · e4 чорна тура · g4 чорний кінь · d3 білий король · e3 білий кінь · g3 білий пішак · c1 білий слон | d6 чорна тура · g6 чорний ферзь · a5 біла тура · e5 білий пішак · h5 чорний король · d4 чорний слон · e4 чорна тура · g4 чорний кінь · d3 білий король · e3 білий кінь · g3 білий пішак · c1 білий слон | d6 чорна тура · g6 чорний ферзь · a5 біла тура · e5 білий пішак · h5 чорний король · d4 чорний слон · e4 чорна тура · g4 чорний кінь · d3 білий король · e3 білий кінь · g3 білий пішак · c1 білий слон | d6 чорна тура · g6 чорний ферзь · a5 біла тура · e5 білий пішак · h5 чорний король · d4 чорний слон · e4 чорна тура · g4 чорний кінь · d3 білий король · e3 білий кінь · g3 білий пішак · c1 білий слон | 8 |
| 7 | d6 чорна тура · g6 чорний ферзь · a5 біла тура · e5 білий пішак · h5 чорний король · d4 чорний слон · e4 чорна тура · g4 чорний кінь · d3 білий король · e3 білий кінь · g3 білий пішак · c1 білий слон | d6 чорна тура · g6 чорний ферзь · a5 біла тура · e5 білий пішак · h5 чорний король · d4 чорний слон · e4 чорна тура · g4 чорний кінь · d3 білий король · e3 білий кінь · g3 білий пішак · c1 білий слон | d6 чорна тура · g6 чорний ферзь · a5 біла тура · e5 білий пішак · h5 чорний король · d4 чорний слон · e4 чорна тура · g4 чорний кінь · d3 білий король · e3 білий кінь · g3 білий пішак · c1 білий слон | d6 чорна тура · g6 чорний ферзь · a5 біла тура · e5 білий пішак · h5 чорний король · d4 чорний слон · e4 чорна тура · g4 чорний кінь · d3 білий король · e3 білий кінь · g3 білий пішак · c1 білий слон | d6 чорна тура · g6 чорний ферзь · a5 біла тура · e5 білий пішак · h5 чорний король · d4 чорний слон · e4 чорна тура · g4 чорний кінь · d3 білий король · e3 білий кінь · g3 білий пішак · c1 білий слон | d6 чорна тура · g6 чорний ферзь · a5 біла тура · e5 білий пішак · h5 чорний король · d4 чорний слон · e4 чорна тура · g4 чорний кінь · d3 білий король · e3 білий кінь · g3 білий пішак · c1 білий слон | d6 чорна тура · g6 чорний ферзь · a5 біла тура · e5 білий пішак · h5 чорний король · d4 чорний слон · e4 чорна тура · g4 чорний кінь · d3 білий король · e3 білий кінь · g3 білий пішак · c1 білий слон | d6 чорна тура · g6 чорний ферзь · a5 біла тура · e5 білий пішак · h5 чорний король · d4 чорний слон · e4 чорна тура · g4 чорний кінь · d3 білий король · e3 білий кінь · g3 білий пішак · c1 білий слон | 7 |
| 6 | d6 чорна тура · g6 чорний ферзь · a5 біла тура · e5 білий пішак · h5 чорний король · d4 чорний слон · e4 чорна тура · g4 чорний кінь · d3 білий король · e3 білий кінь · g3 білий пішак · c1 білий слон | d6 чорна тура · g6 чорний ферзь · a5 біла тура · e5 білий пішак · h5 чорний король · d4 чорний слон · e4 чорна тура · g4 чорний кінь · d3 білий король · e3 білий кінь · g3 білий пішак · c1 білий слон | d6 чорна тура · g6 чорний ферзь · a5 біла тура · e5 білий пішак · h5 чорний король · d4 чорний слон · e4 чорна тура · g4 чорний кінь · d3 білий король · e3 білий кінь · g3 білий пішак · c1 білий слон | d6 чорна тура · g6 чорний ферзь · a5 біла тура · e5 білий пішак · h5 чорний король · d4 чорний слон · e4 чорна тура · g4 чорний кінь · d3 білий король · e3 білий кінь · g3 білий пішак · c1 білий слон | d6 чорна тура · g6 чорний ферзь · a5 біла тура · e5 білий пішак · h5 чорний король · d4 чорний слон · e4 чорна тура · g4 чорний кінь · d3 білий король · e3 білий кінь · g3 білий пішак · c1 білий слон | d6 чорна тура · g6 чорний ферзь · a5 біла тура · e5 білий пішак · h5 чорний король · d4 чорний слон · e4 чорна тура · g4 чорний кінь · d3 білий король · e3 білий кінь · g3 білий пішак · c1 білий слон | d6 чорна тура · g6 чорний ферзь · a5 біла тура · e5 білий пішак · h5 чорний король · d4 чорний слон · e4 чорна тура · g4 чорний кінь · d3 білий король · e3 білий кінь · g3 білий пішак · c1 білий слон | d6 чорна тура · g6 чорний ферзь · a5 біла тура · e5 білий пішак · h5 чорний король · d4 чорний слон · e4 чорна тура · g4 чорний кінь · d3 білий король · e3 білий кінь · g3 білий пішак · c1 білий слон | 6 |
| 5 | d6 чорна тура · g6 чорний ферзь · a5 біла тура · e5 білий пішак · h5 чорний король · d4 чорний слон · e4 чорна тура · g4 чорний кінь · d3 білий король · e3 білий кінь · g3 білий пішак · c1 білий слон | d6 чорна тура · g6 чорний ферзь · a5 біла тура · e5 білий пішак · h5 чорний король · d4 чорний слон · e4 чорна тура · g4 чорний кінь · d3 білий король · e3 білий кінь · g3 білий пішак · c1 білий слон | d6 чорна тура · g6 чорний ферзь · a5 біла тура · e5 білий пішак · h5 чорний король · d4 чорний слон · e4 чорна тура · g4 чорний кінь · d3 білий король · e3 білий кінь · g3 білий пішак · c1 білий слон | d6 чорна тура · g6 чорний ферзь · a5 біла тура · e5 білий пішак · h5 чорний король · d4 чорний слон · e4 чорна тура · g4 чорний кінь · d3 білий король · e3 білий кінь · g3 білий пішак · c1 білий слон | d6 чорна тура · g6 чорний ферзь · a5 біла тура · e5 білий пішак · h5 чорний король · d4 чорний слон · e4 чорна тура · g4 чорний кінь · d3 білий король · e3 білий кінь · g3 білий пішак · c1 білий слон | d6 чорна тура · g6 чорний ферзь · a5 біла тура · e5 білий пішак · h5 чорний король · d4 чорний слон · e4 чорна тура · g4 чорний кінь · d3 білий король · e3 білий кінь · g3 білий пішак · c1 білий слон | d6 чорна тура · g6 чорний ферзь · a5 біла тура · e5 білий пішак · h5 чорний король · d4 чорний слон · e4 чорна тура · g4 чорний кінь · d3 білий король · e3 білий кінь · g3 білий пішак · c1 білий слон | d6 чорна тура · g6 чорний ферзь · a5 біла тура · e5 білий пішак · h5 чорний король · d4 чорний слон · e4 чорна тура · g4 чорний кінь · d3 білий король · e3 білий кінь · g3 білий пішак · c1 білий слон | 5 |
| 4 | d6 чорна тура · g6 чорний ферзь · a5 біла тура · e5 білий пішак · h5 чорний король · d4 чорний слон · e4 чорна тура · g4 чорний кінь · d3 білий король · e3 білий кінь · g3 білий пішак · c1 білий слон | d6 чорна тура · g6 чорний ферзь · a5 біла тура · e5 білий пішак · h5 чорний король · d4 чорний слон · e4 чорна тура · g4 чорний кінь · d3 білий король · e3 білий кінь · g3 білий пішак · c1 білий слон | d6 чорна тура · g6 чорний ферзь · a5 біла тура · e5 білий пішак · h5 чорний король · d4 чорний слон · e4 чорна тура · g4 чорний кінь · d3 білий король · e3 білий кінь · g3 білий пішак · c1 білий слон | d6 чорна тура · g6 чорний ферзь · a5 біла тура · e5 білий пішак · h5 чорний король · d4 чорний слон · e4 чорна тура · g4 чорний кінь · d3 білий король · e3 білий кінь · g3 білий пішак · c1 білий слон | d6 чорна тура · g6 чорний ферзь · a5 біла тура · e5 білий пішак · h5 чорний король · d4 чорний слон · e4 чорна тура · g4 чорний кінь · d3 білий король · e3 білий кінь · g3 білий пішак · c1 білий слон | d6 чорна тура · g6 чорний ферзь · a5 біла тура · e5 білий пішак · h5 чорний король · d4 чорний слон · e4 чорна тура · g4 чорний кінь · d3 білий король · e3 білий кінь · g3 білий пішак · c1 білий слон | d6 чорна тура · g6 чорний ферзь · a5 біла тура · e5 білий пішак · h5 чорний король · d4 чорний слон · e4 чорна тура · g4 чорний кінь · d3 білий король · e3 білий кінь · g3 білий пішак · c1 білий слон | d6 чорна тура · g6 чорний ферзь · a5 біла тура · e5 білий пішак · h5 чорний король · d4 чорний слон · e4 чорна тура · g4 чорний кінь · d3 білий король · e3 білий кінь · g3 білий пішак · c1 білий слон | 4 |
| 3 | d6 чорна тура · g6 чорний ферзь · a5 біла тура · e5 білий пішак · h5 чорний король · d4 чорний слон · e4 чорна тура · g4 чорний кінь · d3 білий король · e3 білий кінь · g3 білий пішак · c1 білий слон | d6 чорна тура · g6 чорний ферзь · a5 біла тура · e5 білий пішак · h5 чорний король · d4 чорний слон · e4 чорна тура · g4 чорний кінь · d3 білий король · e3 білий кінь · g3 білий пішак · c1 білий слон | d6 чорна тура · g6 чорний ферзь · a5 біла тура · e5 білий пішак · h5 чорний король · d4 чорний слон · e4 чорна тура · g4 чорний кінь · d3 білий король · e3 білий кінь · g3 білий пішак · c1 білий слон | d6 чорна тура · g6 чорний ферзь · a5 біла тура · e5 білий пішак · h5 чорний король · d4 чорний слон · e4 чорна тура · g4 чорний кінь · d3 білий король · e3 білий кінь · g3 білий пішак · c1 білий слон | d6 чорна тура · g6 чорний ферзь · a5 біла тура · e5 білий пішак · h5 чорний король · d4 чорний слон · e4 чорна тура · g4 чорний кінь · d3 білий король · e3 білий кінь · g3 білий пішак · c1 білий слон | d6 чорна тура · g6 чорний ферзь · a5 біла тура · e5 білий пішак · h5 чорний король · d4 чорний слон · e4 чорна тура · g4 чорний кінь · d3 білий король · e3 білий кінь · g3 білий пішак · c1 білий слон | d6 чорна тура · g6 чорний ферзь · a5 біла тура · e5 білий пішак · h5 чорний король · d4 чорний слон · e4 чорна тура · g4 чорний кінь · d3 білий король · e3 білий кінь · g3 білий пішак · c1 білий слон | d6 чорна тура · g6 чорний ферзь · a5 біла тура · e5 білий пішак · h5 чорний король · d4 чорний слон · e4 чорна тура · g4 чорний кінь · d3 білий король · e3 білий кінь · g3 білий пішак · c1 білий слон | 3 |
| 2 | d6 чорна тура · g6 чорний ферзь · a5 біла тура · e5 білий пішак · h5 чорний король · d4 чорний слон · e4 чорна тура · g4 чорний кінь · d3 білий король · e3 білий кінь · g3 білий пішак · c1 білий слон | d6 чорна тура · g6 чорний ферзь · a5 біла тура · e5 білий пішак · h5 чорний король · d4 чорний слон · e4 чорна тура · g4 чорний кінь · d3 білий король · e3 білий кінь · g3 білий пішак · c1 білий слон | d6 чорна тура · g6 чорний ферзь · a5 біла тура · e5 білий пішак · h5 чорний король · d4 чорний слон · e4 чорна тура · g4 чорний кінь · d3 білий король · e3 білий кінь · g3 білий пішак · c1 білий слон | d6 чорна тура · g6 чорний ферзь · a5 біла тура · e5 білий пішак · h5 чорний король · d4 чорний слон · e4 чорна тура · g4 чорний кінь · d3 білий король · e3 білий кінь · g3 білий пішак · c1 білий слон | d6 чорна тура · g6 чорний ферзь · a5 біла тура · e5 білий пішак · h5 чорний король · d4 чорний слон · e4 чорна тура · g4 чорний кінь · d3 білий король · e3 білий кінь · g3 білий пішак · c1 білий слон | d6 чорна тура · g6 чорний ферзь · a5 біла тура · e5 білий пішак · h5 чорний король · d4 чорний слон · e4 чорна тура · g4 чорний кінь · d3 білий король · e3 білий кінь · g3 білий пішак · c1 білий слон | d6 чорна тура · g6 чорний ферзь · a5 біла тура · e5 білий пішак · h5 чорний король · d4 чорний слон · e4 чорна тура · g4 чорний кінь · d3 білий король · e3 білий кінь · g3 білий пішак · c1 білий слон | d6 чорна тура · g6 чорний ферзь · a5 біла тура · e5 білий пішак · h5 чорний король · d4 чорний слон · e4 чорна тура · g4 чорний кінь · d3 білий король · e3 білий кінь · g3 білий пішак · c1 білий слон | 2 |
| 1 | d6 чорна тура · g6 чорний ферзь · a5 біла тура · e5 білий пішак · h5 чорний король · d4 чорний слон · e4 чорна тура · g4 чорний кінь · d3 білий король · e3 білий кінь · g3 білий пішак · c1 білий слон | d6 чорна тура · g6 чорний ферзь · a5 біла тура · e5 білий пішак · h5 чорний король · d4 чорний слон · e4 чорна тура · g4 чорний кінь · d3 білий король · e3 білий кінь · g3 білий пішак · c1 білий слон | d6 чорна тура · g6 чорний ферзь · a5 біла тура · e5 білий пішак · h5 чорний король · d4 чорний слон · e4 чорна тура · g4 чорний кінь · d3 білий король · e3 білий кінь · g3 білий пішак · c1 білий слон | d6 чорна тура · g6 чорний ферзь · a5 біла тура · e5 білий пішак · h5 чорний король · d4 чорний слон · e4 чорна тура · g4 чорний кінь · d3 білий король · e3 білий кінь · g3 білий пішак · c1 білий слон | d6 чорна тура · g6 чорний ферзь · a5 біла тура · e5 білий пішак · h5 чорний король · d4 чорний слон · e4 чорна тура · g4 чорний кінь · d3 білий король · e3 білий кінь · g3 білий пішак · c1 білий слон | d6 чорна тура · g6 чорний ферзь · a5 біла тура · e5 білий пішак · h5 чорний король · d4 чорний слон · e4 чорна тура · g4 чорний кінь · d3 білий король · e3 білий кінь · g3 білий пішак · c1 білий слон | d6 чорна тура · g6 чорний ферзь · a5 біла тура · e5 білий пішак · h5 чорний король · d4 чорний слон · e4 чорна тура · g4 чорний кінь · d3 білий король · e3 білий кінь · g3 білий пішак · c1 білий слон | d6 чорна тура · g6 чорний ферзь · a5 біла тура · e5 білий пішак · h5 чорний король · d4 чорний слон · e4 чорна тура · g4 чорний кінь · d3 білий король · e3 білий кінь · g3 білий пішак · c1 білий слон | 1 |
|   | a | b | c | d | e | f | g | h |   |

FEN: 8/8/3r2q1/R3P2k/3br1n1/3KN1P1/8/2B5
2 Sol

I  1.Bd4xe5+ Sd5 2.Bd4 Sf6#

II 1.Re4xe5+ Sf5  2.Re4 Sg7#
Чорна фігура вступним ходом оголошує шах білому королю і сама зв'язується. Білі захищаються від шаху, при цьому зв'язується біла фігура, розв'язується чорна. Наступним ходом чорна повертається на поле, з якого пішла, розв'язує білу і та оголошує мат.
Тема Байтая виражена на тлі повернення чорних фігур і шахів білому королю.Також проходить подвійний клапан.
|   | a | b | c | d | e | f | g | h |   |
| 8 | d8 чорний слон · h7 чорний слон · d6 білий кінь · a5 чорний пішак · c5 білий кінь · d5 чорний король · h5 чорний пішак · c4 чорний пішак · e4 чорний кінь · h4 чорна тура · c3 білий пішак · g3 білий слон · h3 чорний пішак · g2 чорна тура · b1 білий король · e1 біла тура · f1 чорний ферзь · h1 білий слон | d8 чорний слон · h7 чорний слон · d6 білий кінь · a5 чорний пішак · c5 білий кінь · d5 чорний король · h5 чорний пішак · c4 чорний пішак · e4 чорний кінь · h4 чорна тура · c3 білий пішак · g3 білий слон · h3 чорний пішак · g2 чорна тура · b1 білий король · e1 біла тура · f1 чорний ферзь · h1 білий слон | d8 чорний слон · h7 чорний слон · d6 білий кінь · a5 чорний пішак · c5 білий кінь · d5 чорний король · h5 чорний пішак · c4 чорний пішак · e4 чорний кінь · h4 чорна тура · c3 білий пішак · g3 білий слон · h3 чорний пішак · g2 чорна тура · b1 білий король · e1 біла тура · f1 чорний ферзь · h1 білий слон | d8 чорний слон · h7 чорний слон · d6 білий кінь · a5 чорний пішак · c5 білий кінь · d5 чорний король · h5 чорний пішак · c4 чорний пішак · e4 чорний кінь · h4 чорна тура · c3 білий пішак · g3 білий слон · h3 чорний пішак · g2 чорна тура · b1 білий король · e1 біла тура · f1 чорний ферзь · h1 білий слон | d8 чорний слон · h7 чорний слон · d6 білий кінь · a5 чорний пішак · c5 білий кінь · d5 чорний король · h5 чорний пішак · c4 чорний пішак · e4 чорний кінь · h4 чорна тура · c3 білий пішак · g3 білий слон · h3 чорний пішак · g2 чорна тура · b1 білий король · e1 біла тура · f1 чорний ферзь · h1 білий слон | d8 чорний слон · h7 чорний слон · d6 білий кінь · a5 чорний пішак · c5 білий кінь · d5 чорний король · h5 чорний пішак · c4 чорний пішак · e4 чорний кінь · h4 чорна тура · c3 білий пішак · g3 білий слон · h3 чорний пішак · g2 чорна тура · b1 білий король · e1 біла тура · f1 чорний ферзь · h1 білий слон | d8 чорний слон · h7 чорний слон · d6 білий кінь · a5 чорний пішак · c5 білий кінь · d5 чорний король · h5 чорний пішак · c4 чорний пішак · e4 чорний кінь · h4 чорна тура · c3 білий пішак · g3 білий слон · h3 чорний пішак · g2 чорна тура · b1 білий король · e1 біла тура · f1 чорний ферзь · h1 білий слон | d8 чорний слон · h7 чорний слон · d6 білий кінь · a5 чорний пішак · c5 білий кінь · d5 чорний король · h5 чорний пішак · c4 чорний пішак · e4 чорний кінь · h4 чорна тура · c3 білий пішак · g3 білий слон · h3 чорний пішак · g2 чорна тура · b1 білий король · e1 біла тура · f1 чорний ферзь · h1 білий слон | 8 |
| 7 | d8 чорний слон · h7 чорний слон · d6 білий кінь · a5 чорний пішак · c5 білий кінь · d5 чорний король · h5 чорний пішак · c4 чорний пішак · e4 чорний кінь · h4 чорна тура · c3 білий пішак · g3 білий слон · h3 чорний пішак · g2 чорна тура · b1 білий король · e1 біла тура · f1 чорний ферзь · h1 білий слон | d8 чорний слон · h7 чорний слон · d6 білий кінь · a5 чорний пішак · c5 білий кінь · d5 чорний король · h5 чорний пішак · c4 чорний пішак · e4 чорний кінь · h4 чорна тура · c3 білий пішак · g3 білий слон · h3 чорний пішак · g2 чорна тура · b1 білий король · e1 біла тура · f1 чорний ферзь · h1 білий слон | d8 чорний слон · h7 чорний слон · d6 білий кінь · a5 чорний пішак · c5 білий кінь · d5 чорний король · h5 чорний пішак · c4 чорний пішак · e4 чорний кінь · h4 чорна тура · c3 білий пішак · g3 білий слон · h3 чорний пішак · g2 чорна тура · b1 білий король · e1 біла тура · f1 чорний ферзь · h1 білий слон | d8 чорний слон · h7 чорний слон · d6 білий кінь · a5 чорний пішак · c5 білий кінь · d5 чорний король · h5 чорний пішак · c4 чорний пішак · e4 чорний кінь · h4 чорна тура · c3 білий пішак · g3 білий слон · h3 чорний пішак · g2 чорна тура · b1 білий король · e1 біла тура · f1 чорний ферзь · h1 білий слон | d8 чорний слон · h7 чорний слон · d6 білий кінь · a5 чорний пішак · c5 білий кінь · d5 чорний король · h5 чорний пішак · c4 чорний пішак · e4 чорний кінь · h4 чорна тура · c3 білий пішак · g3 білий слон · h3 чорний пішак · g2 чорна тура · b1 білий король · e1 біла тура · f1 чорний ферзь · h1 білий слон | d8 чорний слон · h7 чорний слон · d6 білий кінь · a5 чорний пішак · c5 білий кінь · d5 чорний король · h5 чорний пішак · c4 чорний пішак · e4 чорний кінь · h4 чорна тура · c3 білий пішак · g3 білий слон · h3 чорний пішак · g2 чорна тура · b1 білий король · e1 біла тура · f1 чорний ферзь · h1 білий слон | d8 чорний слон · h7 чорний слон · d6 білий кінь · a5 чорний пішак · c5 білий кінь · d5 чорний король · h5 чорний пішак · c4 чорний пішак · e4 чорний кінь · h4 чорна тура · c3 білий пішак · g3 білий слон · h3 чорний пішак · g2 чорна тура · b1 білий король · e1 біла тура · f1 чорний ферзь · h1 білий слон | d8 чорний слон · h7 чорний слон · d6 білий кінь · a5 чорний пішак · c5 білий кінь · d5 чорний король · h5 чорний пішак · c4 чорний пішак · e4 чорний кінь · h4 чорна тура · c3 білий пішак · g3 білий слон · h3 чорний пішак · g2 чорна тура · b1 білий король · e1 біла тура · f1 чорний ферзь · h1 білий слон | 7 |
| 6 | d8 чорний слон · h7 чорний слон · d6 білий кінь · a5 чорний пішак · c5 білий кінь · d5 чорний король · h5 чорний пішак · c4 чорний пішак · e4 чорний кінь · h4 чорна тура · c3 білий пішак · g3 білий слон · h3 чорний пішак · g2 чорна тура · b1 білий король · e1 біла тура · f1 чорний ферзь · h1 білий слон | d8 чорний слон · h7 чорний слон · d6 білий кінь · a5 чорний пішак · c5 білий кінь · d5 чорний король · h5 чорний пішак · c4 чорний пішак · e4 чорний кінь · h4 чорна тура · c3 білий пішак · g3 білий слон · h3 чорний пішак · g2 чорна тура · b1 білий король · e1 біла тура · f1 чорний ферзь · h1 білий слон | d8 чорний слон · h7 чорний слон · d6 білий кінь · a5 чорний пішак · c5 білий кінь · d5 чорний король · h5 чорний пішак · c4 чорний пішак · e4 чорний кінь · h4 чорна тура · c3 білий пішак · g3 білий слон · h3 чорний пішак · g2 чорна тура · b1 білий король · e1 біла тура · f1 чорний ферзь · h1 білий слон | d8 чорний слон · h7 чорний слон · d6 білий кінь · a5 чорний пішак · c5 білий кінь · d5 чорний король · h5 чорний пішак · c4 чорний пішак · e4 чорний кінь · h4 чорна тура · c3 білий пішак · g3 білий слон · h3 чорний пішак · g2 чорна тура · b1 білий король · e1 біла тура · f1 чорний ферзь · h1 білий слон | d8 чорний слон · h7 чорний слон · d6 білий кінь · a5 чорний пішак · c5 білий кінь · d5 чорний король · h5 чорний пішак · c4 чорний пішак · e4 чорний кінь · h4 чорна тура · c3 білий пішак · g3 білий слон · h3 чорний пішак · g2 чорна тура · b1 білий король · e1 біла тура · f1 чорний ферзь · h1 білий слон | d8 чорний слон · h7 чорний слон · d6 білий кінь · a5 чорний пішак · c5 білий кінь · d5 чорний король · h5 чорний пішак · c4 чорний пішак · e4 чорний кінь · h4 чорна тура · c3 білий пішак · g3 білий слон · h3 чорний пішак · g2 чорна тура · b1 білий король · e1 біла тура · f1 чорний ферзь · h1 білий слон | d8 чорний слон · h7 чорний слон · d6 білий кінь · a5 чорний пішак · c5 білий кінь · d5 чорний король · h5 чорний пішак · c4 чорний пішак · e4 чорний кінь · h4 чорна тура · c3 білий пішак · g3 білий слон · h3 чорний пішак · g2 чорна тура · b1 білий король · e1 біла тура · f1 чорний ферзь · h1 білий слон | d8 чорний слон · h7 чорний слон · d6 білий кінь · a5 чорний пішак · c5 білий кінь · d5 чорний король · h5 чорний пішак · c4 чорний пішак · e4 чорний кінь · h4 чорна тура · c3 білий пішак · g3 білий слон · h3 чорний пішак · g2 чорна тура · b1 білий король · e1 біла тура · f1 чорний ферзь · h1 білий слон | 6 |
| 5 | d8 чорний слон · h7 чорний слон · d6 білий кінь · a5 чорний пішак · c5 білий кінь · d5 чорний король · h5 чорний пішак · c4 чорний пішак · e4 чорний кінь · h4 чорна тура · c3 білий пішак · g3 білий слон · h3 чорний пішак · g2 чорна тура · b1 білий король · e1 біла тура · f1 чорний ферзь · h1 білий слон | d8 чорний слон · h7 чорний слон · d6 білий кінь · a5 чорний пішак · c5 білий кінь · d5 чорний король · h5 чорний пішак · c4 чорний пішак · e4 чорний кінь · h4 чорна тура · c3 білий пішак · g3 білий слон · h3 чорний пішак · g2 чорна тура · b1 білий король · e1 біла тура · f1 чорний ферзь · h1 білий слон | d8 чорний слон · h7 чорний слон · d6 білий кінь · a5 чорний пішак · c5 білий кінь · d5 чорний король · h5 чорний пішак · c4 чорний пішак · e4 чорний кінь · h4 чорна тура · c3 білий пішак · g3 білий слон · h3 чорний пішак · g2 чорна тура · b1 білий король · e1 біла тура · f1 чорний ферзь · h1 білий слон | d8 чорний слон · h7 чорний слон · d6 білий кінь · a5 чорний пішак · c5 білий кінь · d5 чорний король · h5 чорний пішак · c4 чорний пішак · e4 чорний кінь · h4 чорна тура · c3 білий пішак · g3 білий слон · h3 чорний пішак · g2 чорна тура · b1 білий король · e1 біла тура · f1 чорний ферзь · h1 білий слон | d8 чорний слон · h7 чорний слон · d6 білий кінь · a5 чорний пішак · c5 білий кінь · d5 чорний король · h5 чорний пішак · c4 чорний пішак · e4 чорний кінь · h4 чорна тура · c3 білий пішак · g3 білий слон · h3 чорний пішак · g2 чорна тура · b1 білий король · e1 біла тура · f1 чорний ферзь · h1 білий слон | d8 чорний слон · h7 чорний слон · d6 білий кінь · a5 чорний пішак · c5 білий кінь · d5 чорний король · h5 чорний пішак · c4 чорний пішак · e4 чорний кінь · h4 чорна тура · c3 білий пішак · g3 білий слон · h3 чорний пішак · g2 чорна тура · b1 білий король · e1 біла тура · f1 чорний ферзь · h1 білий слон | d8 чорний слон · h7 чорний слон · d6 білий кінь · a5 чорний пішак · c5 білий кінь · d5 чорний король · h5 чорний пішак · c4 чорний пішак · e4 чорний кінь · h4 чорна тура · c3 білий пішак · g3 білий слон · h3 чорний пішак · g2 чорна тура · b1 білий король · e1 біла тура · f1 чорний ферзь · h1 білий слон | d8 чорний слон · h7 чорний слон · d6 білий кінь · a5 чорний пішак · c5 білий кінь · d5 чорний король · h5 чорний пішак · c4 чорний пішак · e4 чорний кінь · h4 чорна тура · c3 білий пішак · g3 білий слон · h3 чорний пішак · g2 чорна тура · b1 білий король · e1 біла тура · f1 чорний ферзь · h1 білий слон | 5 |
| 4 | d8 чорний слон · h7 чорний слон · d6 білий кінь · a5 чорний пішак · c5 білий кінь · d5 чорний король · h5 чорний пішак · c4 чорний пішак · e4 чорний кінь · h4 чорна тура · c3 білий пішак · g3 білий слон · h3 чорний пішак · g2 чорна тура · b1 білий король · e1 біла тура · f1 чорний ферзь · h1 білий слон | d8 чорний слон · h7 чорний слон · d6 білий кінь · a5 чорний пішак · c5 білий кінь · d5 чорний король · h5 чорний пішак · c4 чорний пішак · e4 чорний кінь · h4 чорна тура · c3 білий пішак · g3 білий слон · h3 чорний пішак · g2 чорна тура · b1 білий король · e1 біла тура · f1 чорний ферзь · h1 білий слон | d8 чорний слон · h7 чорний слон · d6 білий кінь · a5 чорний пішак · c5 білий кінь · d5 чорний король · h5 чорний пішак · c4 чорний пішак · e4 чорний кінь · h4 чорна тура · c3 білий пішак · g3 білий слон · h3 чорний пішак · g2 чорна тура · b1 білий король · e1 біла тура · f1 чорний ферзь · h1 білий слон | d8 чорний слон · h7 чорний слон · d6 білий кінь · a5 чорний пішак · c5 білий кінь · d5 чорний король · h5 чорний пішак · c4 чорний пішак · e4 чорний кінь · h4 чорна тура · c3 білий пішак · g3 білий слон · h3 чорний пішак · g2 чорна тура · b1 білий король · e1 біла тура · f1 чорний ферзь · h1 білий слон | d8 чорний слон · h7 чорний слон · d6 білий кінь · a5 чорний пішак · c5 білий кінь · d5 чорний король · h5 чорний пішак · c4 чорний пішак · e4 чорний кінь · h4 чорна тура · c3 білий пішак · g3 білий слон · h3 чорний пішак · g2 чорна тура · b1 білий король · e1 біла тура · f1 чорний ферзь · h1 білий слон | d8 чорний слон · h7 чорний слон · d6 білий кінь · a5 чорний пішак · c5 білий кінь · d5 чорний король · h5 чорний пішак · c4 чорний пішак · e4 чорний кінь · h4 чорна тура · c3 білий пішак · g3 білий слон · h3 чорний пішак · g2 чорна тура · b1 білий король · e1 біла тура · f1 чорний ферзь · h1 білий слон | d8 чорний слон · h7 чорний слон · d6 білий кінь · a5 чорний пішак · c5 білий кінь · d5 чорний король · h5 чорний пішак · c4 чорний пішак · e4 чорний кінь · h4 чорна тура · c3 білий пішак · g3 білий слон · h3 чорний пішак · g2 чорна тура · b1 білий король · e1 біла тура · f1 чорний ферзь · h1 білий слон | d8 чорний слон · h7 чорний слон · d6 білий кінь · a5 чорний пішак · c5 білий кінь · d5 чорний король · h5 чорний пішак · c4 чорний пішак · e4 чорний кінь · h4 чорна тура · c3 білий пішак · g3 білий слон · h3 чорний пішак · g2 чорна тура · b1 білий король · e1 біла тура · f1 чорний ферзь · h1 білий слон | 4 |
| 3 | d8 чорний слон · h7 чорний слон · d6 білий кінь · a5 чорний пішак · c5 білий кінь · d5 чорний король · h5 чорний пішак · c4 чорний пішак · e4 чорний кінь · h4 чорна тура · c3 білий пішак · g3 білий слон · h3 чорний пішак · g2 чорна тура · b1 білий король · e1 біла тура · f1 чорний ферзь · h1 білий слон | d8 чорний слон · h7 чорний слон · d6 білий кінь · a5 чорний пішак · c5 білий кінь · d5 чорний король · h5 чорний пішак · c4 чорний пішак · e4 чорний кінь · h4 чорна тура · c3 білий пішак · g3 білий слон · h3 чорний пішак · g2 чорна тура · b1 білий король · e1 біла тура · f1 чорний ферзь · h1 білий слон | d8 чорний слон · h7 чорний слон · d6 білий кінь · a5 чорний пішак · c5 білий кінь · d5 чорний король · h5 чорний пішак · c4 чорний пішак · e4 чорний кінь · h4 чорна тура · c3 білий пішак · g3 білий слон · h3 чорний пішак · g2 чорна тура · b1 білий король · e1 біла тура · f1 чорний ферзь · h1 білий слон | d8 чорний слон · h7 чорний слон · d6 білий кінь · a5 чорний пішак · c5 білий кінь · d5 чорний король · h5 чорний пішак · c4 чорний пішак · e4 чорний кінь · h4 чорна тура · c3 білий пішак · g3 білий слон · h3 чорний пішак · g2 чорна тура · b1 білий король · e1 біла тура · f1 чорний ферзь · h1 білий слон | d8 чорний слон · h7 чорний слон · d6 білий кінь · a5 чорний пішак · c5 білий кінь · d5 чорний король · h5 чорний пішак · c4 чорний пішак · e4 чорний кінь · h4 чорна тура · c3 білий пішак · g3 білий слон · h3 чорний пішак · g2 чорна тура · b1 білий король · e1 біла тура · f1 чорний ферзь · h1 білий слон | d8 чорний слон · h7 чорний слон · d6 білий кінь · a5 чорний пішак · c5 білий кінь · d5 чорний король · h5 чорний пішак · c4 чорний пішак · e4 чорний кінь · h4 чорна тура · c3 білий пішак · g3 білий слон · h3 чорний пішак · g2 чорна тура · b1 білий король · e1 біла тура · f1 чорний ферзь · h1 білий слон | d8 чорний слон · h7 чорний слон · d6 білий кінь · a5 чорний пішак · c5 білий кінь · d5 чорний король · h5 чорний пішак · c4 чорний пішак · e4 чорний кінь · h4 чорна тура · c3 білий пішак · g3 білий слон · h3 чорний пішак · g2 чорна тура · b1 білий король · e1 біла тура · f1 чорний ферзь · h1 білий слон | d8 чорний слон · h7 чорний слон · d6 білий кінь · a5 чорний пішак · c5 білий кінь · d5 чорний король · h5 чорний пішак · c4 чорний пішак · e4 чорний кінь · h4 чорна тура · c3 білий пішак · g3 білий слон · h3 чорний пішак · g2 чорна тура · b1 білий король · e1 біла тура · f1 чорний ферзь · h1 білий слон | 3 |
| 2 | d8 чорний слон · h7 чорний слон · d6 білий кінь · a5 чорний пішак · c5 білий кінь · d5 чорний король · h5 чорний пішак · c4 чорний пішак · e4 чорний кінь · h4 чорна тура · c3 білий пішак · g3 білий слон · h3 чорний пішак · g2 чорна тура · b1 білий король · e1 біла тура · f1 чорний ферзь · h1 білий слон | d8 чорний слон · h7 чорний слон · d6 білий кінь · a5 чорний пішак · c5 білий кінь · d5 чорний король · h5 чорний пішак · c4 чорний пішак · e4 чорний кінь · h4 чорна тура · c3 білий пішак · g3 білий слон · h3 чорний пішак · g2 чорна тура · b1 білий король · e1 біла тура · f1 чорний ферзь · h1 білий слон | d8 чорний слон · h7 чорний слон · d6 білий кінь · a5 чорний пішак · c5 білий кінь · d5 чорний король · h5 чорний пішак · c4 чорний пішак · e4 чорний кінь · h4 чорна тура · c3 білий пішак · g3 білий слон · h3 чорний пішак · g2 чорна тура · b1 білий король · e1 біла тура · f1 чорний ферзь · h1 білий слон | d8 чорний слон · h7 чорний слон · d6 білий кінь · a5 чорний пішак · c5 білий кінь · d5 чорний король · h5 чорний пішак · c4 чорний пішак · e4 чорний кінь · h4 чорна тура · c3 білий пішак · g3 білий слон · h3 чорний пішак · g2 чорна тура · b1 білий король · e1 біла тура · f1 чорний ферзь · h1 білий слон | d8 чорний слон · h7 чорний слон · d6 білий кінь · a5 чорний пішак · c5 білий кінь · d5 чорний король · h5 чорний пішак · c4 чорний пішак · e4 чорний кінь · h4 чорна тура · c3 білий пішак · g3 білий слон · h3 чорний пішак · g2 чорна тура · b1 білий король · e1 біла тура · f1 чорний ферзь · h1 білий слон | d8 чорний слон · h7 чорний слон · d6 білий кінь · a5 чорний пішак · c5 білий кінь · d5 чорний король · h5 чорний пішак · c4 чорний пішак · e4 чорний кінь · h4 чорна тура · c3 білий пішак · g3 білий слон · h3 чорний пішак · g2 чорна тура · b1 білий король · e1 біла тура · f1 чорний ферзь · h1 білий слон | d8 чорний слон · h7 чорний слон · d6 білий кінь · a5 чорний пішак · c5 білий кінь · d5 чорний король · h5 чорний пішак · c4 чорний пішак · e4 чорний кінь · h4 чорна тура · c3 білий пішак · g3 білий слон · h3 чорний пішак · g2 чорна тура · b1 білий король · e1 біла тура · f1 чорний ферзь · h1 білий слон | d8 чорний слон · h7 чорний слон · d6 білий кінь · a5 чорний пішак · c5 білий кінь · d5 чорний король · h5 чорний пішак · c4 чорний пішак · e4 чорний кінь · h4 чорна тура · c3 білий пішак · g3 білий слон · h3 чорний пішак · g2 чорна тура · b1 білий король · e1 біла тура · f1 чорний ферзь · h1 білий слон | 2 |
| 1 | d8 чорний слон · h7 чорний слон · d6 білий кінь · a5 чорний пішак · c5 білий кінь · d5 чорний король · h5 чорний пішак · c4 чорний пішак · e4 чорний кінь · h4 чорна тура · c3 білий пішак · g3 білий слон · h3 чорний пішак · g2 чорна тура · b1 білий король · e1 біла тура · f1 чорний ферзь · h1 білий слон | d8 чорний слон · h7 чорний слон · d6 білий кінь · a5 чорний пішак · c5 білий кінь · d5 чорний король · h5 чорний пішак · c4 чорний пішак · e4 чорний кінь · h4 чорна тура · c3 білий пішак · g3 білий слон · h3 чорний пішак · g2 чорна тура · b1 білий король · e1 біла тура · f1 чорний ферзь · h1 білий слон | d8 чорний слон · h7 чорний слон · d6 білий кінь · a5 чорний пішак · c5 білий кінь · d5 чорний король · h5 чорний пішак · c4 чорний пішак · e4 чорний кінь · h4 чорна тура · c3 білий пішак · g3 білий слон · h3 чорний пішак · g2 чорна тура · b1 білий король · e1 біла тура · f1 чорний ферзь · h1 білий слон | d8 чорний слон · h7 чорний слон · d6 білий кінь · a5 чорний пішак · c5 білий кінь · d5 чорний король · h5 чорний пішак · c4 чорний пішак · e4 чорний кінь · h4 чорна тура · c3 білий пішак · g3 білий слон · h3 чорний пішак · g2 чорна тура · b1 білий король · e1 біла тура · f1 чорний ферзь · h1 білий слон | d8 чорний слон · h7 чорний слон · d6 білий кінь · a5 чорний пішак · c5 білий кінь · d5 чорний король · h5 чорний пішак · c4 чорний пішак · e4 чорний кінь · h4 чорна тура · c3 білий пішак · g3 білий слон · h3 чорний пішак · g2 чорна тура · b1 білий король · e1 біла тура · f1 чорний ферзь · h1 білий слон | d8 чорний слон · h7 чорний слон · d6 білий кінь · a5 чорний пішак · c5 білий кінь · d5 чорний король · h5 чорний пішак · c4 чорний пішак · e4 чорний кінь · h4 чорна тура · c3 білий пішак · g3 білий слон · h3 чорний пішак · g2 чорна тура · b1 білий король · e1 біла тура · f1 чорний ферзь · h1 білий слон | d8 чорний слон · h7 чорний слон · d6 білий кінь · a5 чорний пішак · c5 білий кінь · d5 чорний король · h5 чорний пішак · c4 чорний пішак · e4 чорний кінь · h4 чорна тура · c3 білий пішак · g3 білий слон · h3 чорний пішак · g2 чорна тура · b1 білий король · e1 біла тура · f1 чорний ферзь · h1 білий слон | d8 чорний слон · h7 чорний слон · d6 білий кінь · a5 чорний пішак · c5 білий кінь · d5 чорний король · h5 чорний пішак · c4 чорний пішак · e4 чорний кінь · h4 чорна тура · c3 білий пішак · g3 білий слон · h3 чорний пішак · g2 чорна тура · b1 білий король · e1 біла тура · f1 чорний ферзь · h1 білий слон | 1 |
|   | a | b | c | d | e | f | g | h |   |

FEN: 3b4/7b/3N4/p1Nk3p/2p1n2r/2P3Bp/6r1/1K2Rq1B
b) g3 → f2

a) 1.Se4xc5+ Sd6-e4 2.Rg2-c2 Se4-f6#

b) 1.Se4xd6+ Sc5-e4 2.Rg2-g6 Se4-f6#
Тема Байтая виражена на тлі теми Зілахі, теми Угнівенка,теми Залокоцького в механізмі чорної пів-зв'язки.
Також проходить подвійний клапан, зв'язування, розв'язування фігур.
|   | a | b | c | d | e | f | g | h |   |
| 8 | a8 білий король · g6 білий слон · f5 білий кінь · g5 чорний пішак · a4 біла тура · d4 чорний кінь · f3 чорний король · f1 чорний кінь · h1 чорний слон | a8 білий король · g6 білий слон · f5 білий кінь · g5 чорний пішак · a4 біла тура · d4 чорний кінь · f3 чорний король · f1 чорний кінь · h1 чорний слон | a8 білий король · g6 білий слон · f5 білий кінь · g5 чорний пішак · a4 біла тура · d4 чорний кінь · f3 чорний король · f1 чорний кінь · h1 чорний слон | a8 білий король · g6 білий слон · f5 білий кінь · g5 чорний пішак · a4 біла тура · d4 чорний кінь · f3 чорний король · f1 чорний кінь · h1 чорний слон | a8 білий король · g6 білий слон · f5 білий кінь · g5 чорний пішак · a4 біла тура · d4 чорний кінь · f3 чорний король · f1 чорний кінь · h1 чорний слон | a8 білий король · g6 білий слон · f5 білий кінь · g5 чорний пішак · a4 біла тура · d4 чорний кінь · f3 чорний король · f1 чорний кінь · h1 чорний слон | a8 білий король · g6 білий слон · f5 білий кінь · g5 чорний пішак · a4 біла тура · d4 чорний кінь · f3 чорний король · f1 чорний кінь · h1 чорний слон | a8 білий король · g6 білий слон · f5 білий кінь · g5 чорний пішак · a4 біла тура · d4 чорний кінь · f3 чорний король · f1 чорний кінь · h1 чорний слон | 8 |
| 7 | a8 білий король · g6 білий слон · f5 білий кінь · g5 чорний пішак · a4 біла тура · d4 чорний кінь · f3 чорний король · f1 чорний кінь · h1 чорний слон | a8 білий король · g6 білий слон · f5 білий кінь · g5 чорний пішак · a4 біла тура · d4 чорний кінь · f3 чорний король · f1 чорний кінь · h1 чорний слон | a8 білий король · g6 білий слон · f5 білий кінь · g5 чорний пішак · a4 біла тура · d4 чорний кінь · f3 чорний король · f1 чорний кінь · h1 чорний слон | a8 білий король · g6 білий слон · f5 білий кінь · g5 чорний пішак · a4 біла тура · d4 чорний кінь · f3 чорний король · f1 чорний кінь · h1 чорний слон | a8 білий король · g6 білий слон · f5 білий кінь · g5 чорний пішак · a4 біла тура · d4 чорний кінь · f3 чорний король · f1 чорний кінь · h1 чорний слон | a8 білий король · g6 білий слон · f5 білий кінь · g5 чорний пішак · a4 біла тура · d4 чорний кінь · f3 чорний король · f1 чорний кінь · h1 чорний слон | a8 білий король · g6 білий слон · f5 білий кінь · g5 чорний пішак · a4 біла тура · d4 чорний кінь · f3 чорний король · f1 чорний кінь · h1 чорний слон | a8 білий король · g6 білий слон · f5 білий кінь · g5 чорний пішак · a4 біла тура · d4 чорний кінь · f3 чорний король · f1 чорний кінь · h1 чорний слон | 7 |
| 6 | a8 білий король · g6 білий слон · f5 білий кінь · g5 чорний пішак · a4 біла тура · d4 чорний кінь · f3 чорний король · f1 чорний кінь · h1 чорний слон | a8 білий король · g6 білий слон · f5 білий кінь · g5 чорний пішак · a4 біла тура · d4 чорний кінь · f3 чорний король · f1 чорний кінь · h1 чорний слон | a8 білий король · g6 білий слон · f5 білий кінь · g5 чорний пішак · a4 біла тура · d4 чорний кінь · f3 чорний король · f1 чорний кінь · h1 чорний слон | a8 білий король · g6 білий слон · f5 білий кінь · g5 чорний пішак · a4 біла тура · d4 чорний кінь · f3 чорний король · f1 чорний кінь · h1 чорний слон | a8 білий король · g6 білий слон · f5 білий кінь · g5 чорний пішак · a4 біла тура · d4 чорний кінь · f3 чорний король · f1 чорний кінь · h1 чорний слон | a8 білий король · g6 білий слон · f5 білий кінь · g5 чорний пішак · a4 біла тура · d4 чорний кінь · f3 чорний король · f1 чорний кінь · h1 чорний слон | a8 білий король · g6 білий слон · f5 білий кінь · g5 чорний пішак · a4 біла тура · d4 чорний кінь · f3 чорний король · f1 чорний кінь · h1 чорний слон | a8 білий король · g6 білий слон · f5 білий кінь · g5 чорний пішак · a4 біла тура · d4 чорний кінь · f3 чорний король · f1 чорний кінь · h1 чорний слон | 6 |
| 5 | a8 білий король · g6 білий слон · f5 білий кінь · g5 чорний пішак · a4 біла тура · d4 чорний кінь · f3 чорний король · f1 чорний кінь · h1 чорний слон | a8 білий король · g6 білий слон · f5 білий кінь · g5 чорний пішак · a4 біла тура · d4 чорний кінь · f3 чорний король · f1 чорний кінь · h1 чорний слон | a8 білий король · g6 білий слон · f5 білий кінь · g5 чорний пішак · a4 біла тура · d4 чорний кінь · f3 чорний король · f1 чорний кінь · h1 чорний слон | a8 білий король · g6 білий слон · f5 білий кінь · g5 чорний пішак · a4 біла тура · d4 чорний кінь · f3 чорний король · f1 чорний кінь · h1 чорний слон | a8 білий король · g6 білий слон · f5 білий кінь · g5 чорний пішак · a4 біла тура · d4 чорний кінь · f3 чорний король · f1 чорний кінь · h1 чорний слон | a8 білий король · g6 білий слон · f5 білий кінь · g5 чорний пішак · a4 біла тура · d4 чорний кінь · f3 чорний король · f1 чорний кінь · h1 чорний слон | a8 білий король · g6 білий слон · f5 білий кінь · g5 чорний пішак · a4 біла тура · d4 чорний кінь · f3 чорний король · f1 чорний кінь · h1 чорний слон | a8 білий король · g6 білий слон · f5 білий кінь · g5 чорний пішак · a4 біла тура · d4 чорний кінь · f3 чорний король · f1 чорний кінь · h1 чорний слон | 5 |
| 4 | a8 білий король · g6 білий слон · f5 білий кінь · g5 чорний пішак · a4 біла тура · d4 чорний кінь · f3 чорний король · f1 чорний кінь · h1 чорний слон | a8 білий король · g6 білий слон · f5 білий кінь · g5 чорний пішак · a4 біла тура · d4 чорний кінь · f3 чорний король · f1 чорний кінь · h1 чорний слон | a8 білий король · g6 білий слон · f5 білий кінь · g5 чорний пішак · a4 біла тура · d4 чорний кінь · f3 чорний король · f1 чорний кінь · h1 чорний слон | a8 білий король · g6 білий слон · f5 білий кінь · g5 чорний пішак · a4 біла тура · d4 чорний кінь · f3 чорний король · f1 чорний кінь · h1 чорний слон | a8 білий король · g6 білий слон · f5 білий кінь · g5 чорний пішак · a4 біла тура · d4 чорний кінь · f3 чорний король · f1 чорний кінь · h1 чорний слон | a8 білий король · g6 білий слон · f5 білий кінь · g5 чорний пішак · a4 біла тура · d4 чорний кінь · f3 чорний король · f1 чорний кінь · h1 чорний слон | a8 білий король · g6 білий слон · f5 білий кінь · g5 чорний пішак · a4 біла тура · d4 чорний кінь · f3 чорний король · f1 чорний кінь · h1 чорний слон | a8 білий король · g6 білий слон · f5 білий кінь · g5 чорний пішак · a4 біла тура · d4 чорний кінь · f3 чорний король · f1 чорний кінь · h1 чорний слон | 4 |
| 3 | a8 білий король · g6 білий слон · f5 білий кінь · g5 чорний пішак · a4 біла тура · d4 чорний кінь · f3 чорний король · f1 чорний кінь · h1 чорний слон | a8 білий король · g6 білий слон · f5 білий кінь · g5 чорний пішак · a4 біла тура · d4 чорний кінь · f3 чорний король · f1 чорний кінь · h1 чорний слон | a8 білий король · g6 білий слон · f5 білий кінь · g5 чорний пішак · a4 біла тура · d4 чорний кінь · f3 чорний король · f1 чорний кінь · h1 чорний слон | a8 білий король · g6 білий слон · f5 білий кінь · g5 чорний пішак · a4 біла тура · d4 чорний кінь · f3 чорний король · f1 чорний кінь · h1 чорний слон | a8 білий король · g6 білий слон · f5 білий кінь · g5 чорний пішак · a4 біла тура · d4 чорний кінь · f3 чорний король · f1 чорний кінь · h1 чорний слон | a8 білий король · g6 білий слон · f5 білий кінь · g5 чорний пішак · a4 біла тура · d4 чорний кінь · f3 чорний король · f1 чорний кінь · h1 чорний слон | a8 білий король · g6 білий слон · f5 білий кінь · g5 чорний пішак · a4 біла тура · d4 чорний кінь · f3 чорний король · f1 чорний кінь · h1 чорний слон | a8 білий король · g6 білий слон · f5 білий кінь · g5 чорний пішак · a4 біла тура · d4 чорний кінь · f3 чорний король · f1 чорний кінь · h1 чорний слон | 3 |
| 2 | a8 білий король · g6 білий слон · f5 білий кінь · g5 чорний пішак · a4 біла тура · d4 чорний кінь · f3 чорний король · f1 чорний кінь · h1 чорний слон | a8 білий король · g6 білий слон · f5 білий кінь · g5 чорний пішак · a4 біла тура · d4 чорний кінь · f3 чорний король · f1 чорний кінь · h1 чорний слон | a8 білий король · g6 білий слон · f5 білий кінь · g5 чорний пішак · a4 біла тура · d4 чорний кінь · f3 чорний король · f1 чорний кінь · h1 чорний слон | a8 білий король · g6 білий слон · f5 білий кінь · g5 чорний пішак · a4 біла тура · d4 чорний кінь · f3 чорний король · f1 чорний кінь · h1 чорний слон | a8 білий король · g6 білий слон · f5 білий кінь · g5 чорний пішак · a4 біла тура · d4 чорний кінь · f3 чорний король · f1 чорний кінь · h1 чорний слон | a8 білий король · g6 білий слон · f5 білий кінь · g5 чорний пішак · a4 біла тура · d4 чорний кінь · f3 чорний король · f1 чорний кінь · h1 чорний слон | a8 білий король · g6 білий слон · f5 білий кінь · g5 чорний пішак · a4 біла тура · d4 чорний кінь · f3 чорний король · f1 чорний кінь · h1 чорний слон | a8 білий король · g6 білий слон · f5 білий кінь · g5 чорний пішак · a4 біла тура · d4 чорний кінь · f3 чорний король · f1 чорний кінь · h1 чорний слон | 2 |
| 1 | a8 білий король · g6 білий слон · f5 білий кінь · g5 чорний пішак · a4 біла тура · d4 чорний кінь · f3 чорний король · f1 чорний кінь · h1 чорний слон | a8 білий король · g6 білий слон · f5 білий кінь · g5 чорний пішак · a4 біла тура · d4 чорний кінь · f3 чорний король · f1 чорний кінь · h1 чорний слон | a8 білий король · g6 білий слон · f5 білий кінь · g5 чорний пішак · a4 біла тура · d4 чорний кінь · f3 чорний король · f1 чорний кінь · h1 чорний слон | a8 білий король · g6 білий слон · f5 білий кінь · g5 чорний пішак · a4 біла тура · d4 чорний кінь · f3 чорний король · f1 чорний кінь · h1 чорний слон | a8 білий король · g6 білий слон · f5 білий кінь · g5 чорний пішак · a4 біла тура · d4 чорний кінь · f3 чорний король · f1 чорний кінь · h1 чорний слон | a8 білий король · g6 білий слон · f5 білий кінь · g5 чорний пішак · a4 біла тура · d4 чорний кінь · f3 чорний король · f1 чорний кінь · h1 чорний слон | a8 білий король · g6 білий слон · f5 білий кінь · g5 чорний пішак · a4 біла тура · d4 чорний кінь · f3 чорний король · f1 чорний кінь · h1 чорний слон | a8 білий король · g6 білий слон · f5 білий кінь · g5 чорний пішак · a4 біла тура · d4 чорний кінь · f3 чорний король · f1 чорний кінь · h1 чорний слон | 1 |
|   | a | b | c | d | e | f | g | h |   |

FEN: K7/8/6B1/5Np1/R2n4/5k2/8/5n1b
2 Sol

I  1.Sg3 Sd6 2.Kg4+ Se4 3.Sf3 Sf2# (MM)

II 1.Sg3 Sg7 2.Kg4+ Be4 3.Sf3 Bf5# (MM)
В цій задачі зв'язується чорна тематична фігура ходом чорного короля під зв'язку. Тема Байтая виражена на тлі константи Сорокіна, шахів білому королю, також проходить подвійний клапан.